# Península de Nicoya
La península de Nicoya es una península de Costa Rica, la más grande del país, bañada por el océano Pacífico, limitada por el golfo de Papagayo al norte y el Golfo de Nicoya al este y al sur. Tiene una superficie de 5130 km² siendo por lo tanto una de las más grandes de América Central y sólo es superada en tamaño por la península de Azuero en Panamá.
En sus costas se alternan playas de finas y grises arenas, acantilados, plataformas de abrasión, cabos, islas, golfos, bahías, esteros y ríos, cuyas aguas descienden drenando colinas de rocas sedimentarias y volcánicas. Predomina un paisaje de densa vegetación tropical, consecuencia de un clima cálido y subhúmedo. Se encuentran en ella algunas de las más aisladas y bellas playas, por lo que es uno de los destinos turísticos más populares. Aquí se encuentran el parque nacional Barra Honda y el parque nacional marino Las Baulas.
Es conocida a nivel mundial además, por ser considerada una de las zonas azules del planeta (donde habita una gran cantidad de personas que sobrepasaron los 100 años de edad).

## Toponimia
El nombre Nicoya era el nombre del monarca que reinaba en Nicoya a la llegada de los españoles en 1520 y parece provenir de las palabras Nicúa y Necoclau o Necocyanh (del náhuatl). Este último parece significar península pues, necoc significa a ambos lados, de una y otra parte; yauh, su agua, de i, adjetivo posesivo de la tercera persona y de auh, atl o lau es agua o mar; es decir necociatl, Necoyauh, Nicoya, que significa país con agua en ambos lados.

## Historia

### Origen
La península de Nicoya comenzó a formarse en el periodo Cretácico superior, hace unos 80 millones de años, siendo la primera tierra emergida del mar una pequeña isla en lo que actualmente es Cabo Velas (se considera a este territorio el más viejo de todo Costa Rica). Durante el Eoceno, hace 53 millones de años, la isla había crecido, ocupando desde cabo Velas a Sámara, y de Ostional a Nicoya.
Hace aproximadamente 16 a 11 millones de años, entre los periodos Terciario superior y Mioceno medio, había en el actual territorio de Guanacaste 2 islas, que correspondían respectivamente a la península de Santa Elena, y casi la totalidad de la península de Nicoya, salvo Cabo Blanco, Jicaral, Bajo Negro y Curú.
Casi la totalidad del territorio de Guanacaste era tierra firme para el Plioceno (5.3 a 1.5 millones de años), salvo playa Panamá y cabo Blanco, y comenzaba a anexionarse al resto de Costa Rica, hace unos 3 millones de años. Durante este periodo aparecieron los primeros mamíferos (roedores y depredadores pequeños). La fusión con el territorio continental significó el paso de algunos mamíferos sureños hacia la península, que no pudieron competir con los provenientes del norte, salvo algunas especies como el zorro pelón, la guatuza, el tepezcuintle, los monos y los caballos. La Edad de Hielo descendió las temperaturas a un promedio de entre 20 y 23 °C, lo que permitió un descenso del nivel del mar y la aparición del Golfo de Nicoya. Esto permitió la aparición de especies de flora como los mangles, higuerones, Conocarpus, Alchornea y Anachardium, helechos arborescentes (Cnemidaria, Cyathea), arbustivos y herbáceos (Polypodiales, Pteridaceae).
La elevación de la cordillera Volcánica de Guanacaste (Pleistoceno) provocó cambios en el clima y la vegetación, que se volvieron similares a los actuales. Aparecieron grandes mamíferos similares a elefantes (Gomphotherium, Cuvieronius, Haplomastodon), gliptodontes, megaterios, milodontes y saínos (Tayassuidae).

### Reino de Nicoya
El primer ser humano que se asentó en territorio costarricense entró por la Península de Nicoya hace unos 10 000 a 7000 años antes de nuestra era. La zona estuvo habitada principalmente por los chorotegas, de etnia mesoamericana, hacia 800 d. C., los cuales lograron forjar el cacicazgo más importante de la región.

### Descubrimiento por los españoles
La península de Nicoya fue descubierta por Juan de Castañeda en 1519, quien recorrió todo el litoral desde Panamá hasta Nicoya, y posteriormente, fue visitada por Gil González Dávila en 1520, quien llegó hasta el cacicazgo de Nicoya y estableció relaciones con los indígenas, atravesando luego toda la península hasta adentrarse en territorio nicaragüense, en las tierras del cacique Nicarao, donde descubrió el lago de Nicaragua. La península fue dominada por los españoles entre 1520 y 1560. La ciudad de Nicoya se considera la más vieja del país, razón por la cual se le conoce con el nombre de "la ciudad colonial".

### Anexión del territorio a Costa Rica
La zona pasó a formar parte del Partido de Nicoya en 1820, como uno de los partidos dentro de la Provincia de Nicaragua y Costa Rica. Al producirse la separación de España y disolverse la Provincia de Nicaragua y Costa Rica en 1821, el Partido de Nicoya quedó primero bajo la autoridad del gobierno de Granada de Nicaragua y después, en 1823, de León.
El 25 de julio de 1824, se dio la Anexión de Nicoya a Costa Rica, por decisión de los pueblos de Nicoya y Santa Cruz, cuando un grupo de habitantes encabezados por el Jefe Político Subalterno Manuel Briceño acordaron en cabildo abierto la anexión del Partido de Nicoya a Costa Rica, de conformidad con una invitación remitida por las autoridades costarricenses, mientras que el de Guanacaste (hoy Liberia) optó por seguir unido a Nicaragua. Sin embargo, en 1825 una ley del Congreso de la República Federal de Centroamérica dispuso la Anexión del Partido de Nicoya a Costa Rica, incluyéndose entonces a Guanacaste en la anexión.

### Siglo XX y actualidad
En tiempos coloniales, la totalidad de la península de Nicoya le pertenecía administrativamente al Partido de Nicoya (actual Guanacaste), fue a principios del siglo XX que el presidente Alfredo González Flores firma un decreto que traspasa la administración de Lepanto junto con Paquera y Cóbano (localidades en el extremo sur de la península de Nicoya) a la provincia de Puntarenas. Esto se debió dado que para ese momento era más rápido llegar a Paquera por mar en barcos procedentes de Puntarenas, que por las rutas terrestres existentes hacia Nicoya. En la actualidad existe cierto impulso político en Guanacaste para reincorporar administrativamente a toda la península de Nicoya a la provincia de Guanacaste, aduciendo que la Carretera Interamericana permite una rápida comunicación terrestre, además, se considera que la palabra Guanacaste está asociada internacionalmente al turismo y que por ello probablemente las playas del sur de la península serían más visitadas por turistas extranjeros.

## Geografía

### Relieve
La península de Nicoya se localiza en el sector noroeste de Costa Rica y tiene un área de 1074.95 km², correspondiente al 2.1 % del territorio costarricense, delimitada por los golfos de Papagayo y Nicoya, y separada de la parte continental de Costa Rica por el estuario del río Tempisque y el golfo de Nicoya.
La costa es muy irregular, existen numerosas bahías y ensenadas con playas de arenas de grises a blancas en la gran mayoría de los casos. Cuenta con gran cantidad de arrecifes esculpidos por el mar en rocas volcánicas de más de ochenta millones de años. Con la marea baja se generan estanques naturales en los que viven burgados, choras, caricacos y erizos de mar. En los deltas de los principales ríos se desarrollan manglares importantes como criaderos de especies marinas. Su configuración topográfica y climatología le confieren un alto potencial de desarrollo turístico.
El litoral noroeste de la península se extiende de la punta Mala a Cabo Blanco; el litoral sur, de Cabo Blanco a bahía Paquera, y el litoral del Golfo de Nicoya, de bahía Paquera hasta el estuario del río Tempisque. De noroeste a sureste, los principales accidentes geográficos de la península de Nicoya son punta Mala, bahía Culebra, punta Gorda, bahía Hermosa, bahía del Coco, punta Zapotal, bahía Potrero, punta Plata, bahía Brasilito, bahía Tamarindo, Cabo Velas, bahía Venado, punta Guiones, bahía Cuajiniquil, bahía San Juanillo, punta Garza, bahía Banca Quebrada, bahía Sámara, bahía Blanca, bahía Carrillo, bahía de Ora, punta Indio, punta Islita, punta Coyote, Cabo Blanco, punta Piedra Amarilla, bahía Ballena, bahía Tambor, bahía Curú, bahía Paquera y bahía San Carlos.
La topografía no supera los 1000 m de altitud, sin embargo, el relieve es muy accidentado, representado principalmente por los cerros de Nicoya y los cerros de Barra Honda. El sistema montañoso de la península está constituido por el Complejo de Nicoya, cuyos cerros más altos son el cerro Azul (1018 m s. n. m.), cerro vista al mar (980 m s. n. m.), cerro mata de caña (972 m s. n. m.), cerro Esperanza (920 m s. n. m.), cerro Madrigal (835 m s. n. m.), el cerro Frío (756 m s. n. m.) y el cerro Pozo (755 m s. n. m.).

### Geología y geomorfología

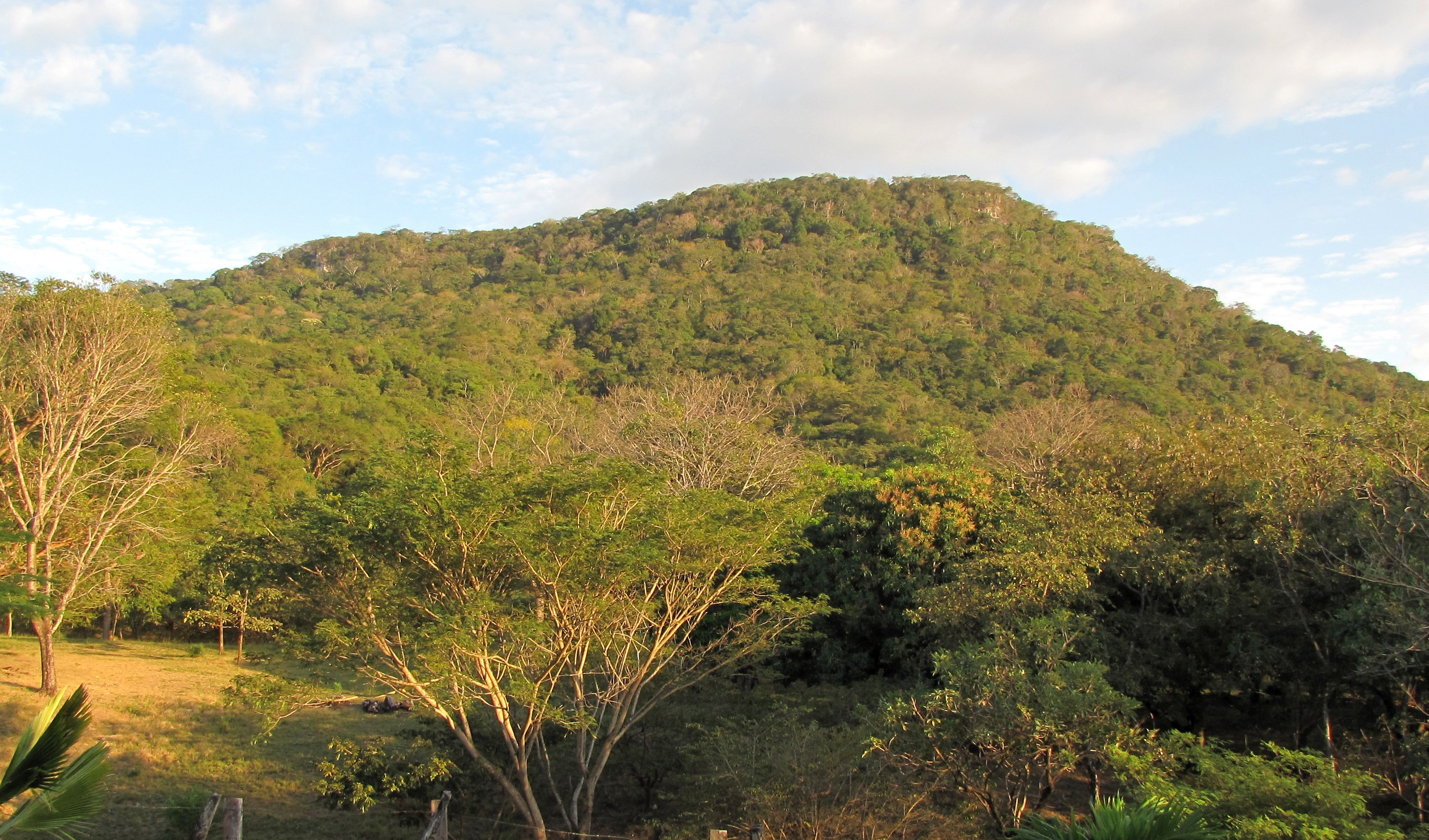
Vista del Cerro Barra Honda.

La península de Nicoya es, junto a la península de Santa Elena, la que tiene el basamento más antiguo del territorio costarricense, formando parte del llamado Complejo de Nicoya, formado por rocas volcánicas y sedimentos del periodo Cretácico, que surgieron en la forma de un arco primitivo de islas volcánicas, que dieron origen a la región de Guanacaste y el sur de Centroamérica. También se pueden encontrar otras formaciones además del Complejo, como lo son (ordenadas por edad, entre paréntesis el periodo de formación): Sabana Grande (Senoniano), Conglomerado Barbudal (Santoniana-Campaniense), Rivas o Curú (Cretácico-Senoniano), Barra Honda (Paleoceno), Brito (Eoceno medio y superior), Masachapa (Oligoceno), Bagaces y Liberia (ambas Cuaternario).
El complejo de Nicoya se encuentra dominado por rocas basálticas de origen toleítico, radiolaritas e intrusivas, depositadas por erupciones submarinas. Los sedimentos se encuentran formados por areniscas compactas de grano grueso y rocas silíceas. Las rocas ígneas son coladas o aglomeradas de basalto, intrusiones de gabro, diabasa y diorita. Los basaltos son de color verde a gris oscuro, y destaca la ausencia de basaltos de almohadilla, principalmente en el norte de la península, en la zona de Carrillo. Hay formaciones de rocas calcáreas que se han visto afectadas por un proceso de karstismo en un medio climático tipo tropical húmedo, lo que ha generado un proceso de modelado que puede observarse principalmente en la formación Barra Honda, la cual tiene los pisos marinos más amplios de la península. La zona de los cerros de Nicoya es intensamente fracturada, presenta valles aterrazados y glacis de piedemento. Los relieves presentan una fuerte lateralización y pisos marinos levantados.
La formación Barra Honda data del Cretácico Superior y el Paleoceno, de hace unos 70-90 millones de años. Está constituida por calizas de agua somera muy recristalizadas, y la integran los cerros Quebrada Honda, Coyol, Corral de Piedra, la Cueva y Barra Honda. La sección basal de estos cerros está compuesta de areniscas y lutitas, mientras que las calizas están compuestas de dos partes: una inferior de un espesor de unos 100 m, formada por calizas pobremente estratificadas, duras, de textura homogénea fina y de color blanco amarillento; y una superior de unos 200 m, que tiene calizas estratificadas en capas de espesor mediano o delgado igual y es igual a la inferior en textura y color. Los cerros de Barra Honda se vieron afectados por una transgresión marina flandense, por lo que conservan una fisonomía de islas de costas acantiladas, a pesar de estar sobre el nivel del mar.

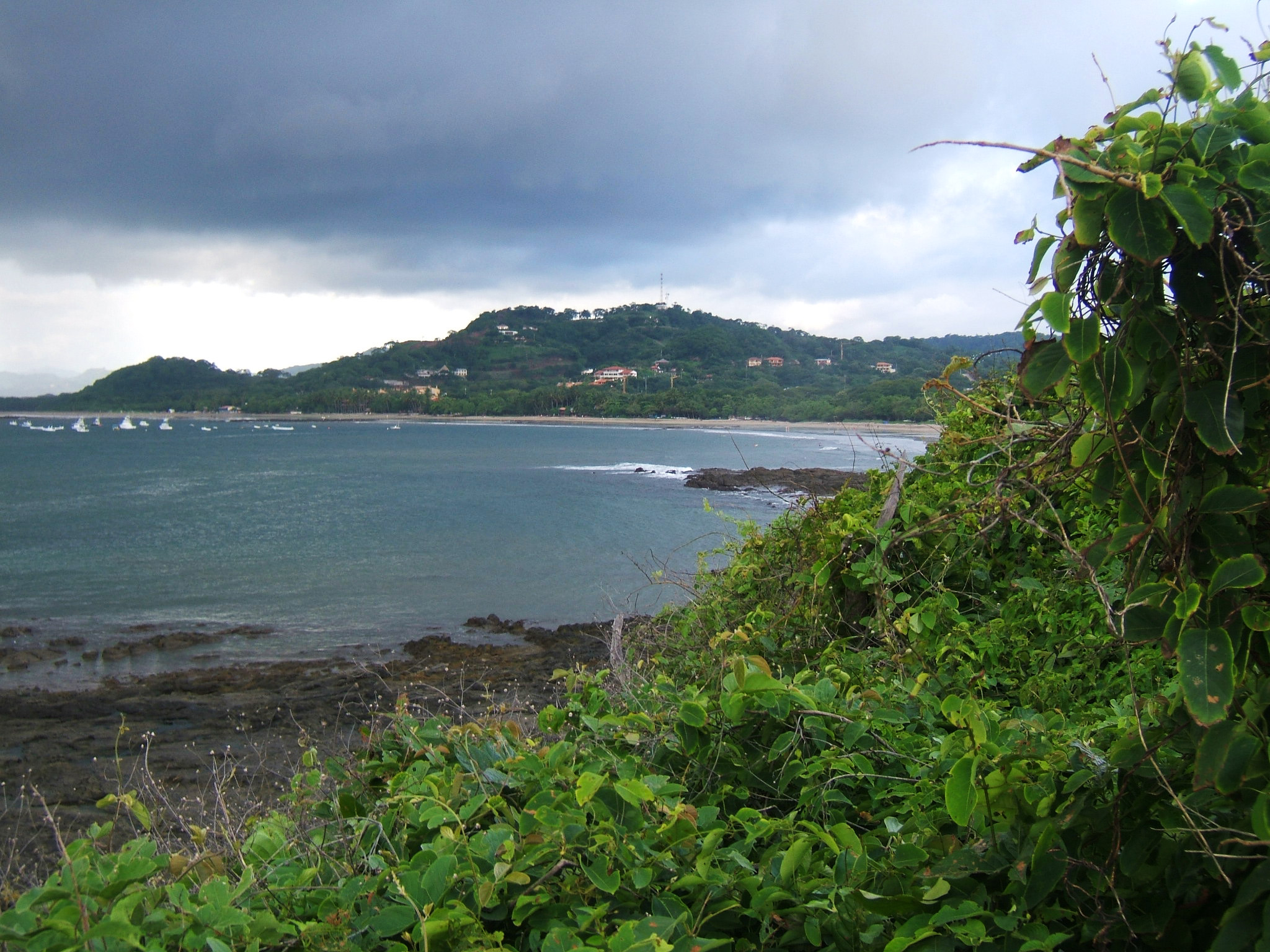
Bahía de Tamarindo.

Las calizas que integran estos cerros son de tipo arrecifal, es decir, son antiguos arrecifes de coral que emergieron debido a un solevantamiento provocado por el sistema de fallas del río Nacaome, localizado al oeste de Barra Honda. La topografía del cerro Barra Honda es extremadamente escarpada en sus flancos, particularmente en la parte sur, y es plano en la cima.
La costa externa de la península es irregular, con áreas de erosión activa, líneas de acantilados en retroceso, bahías y ensenadas con playas protegidas y arrecifes coralinos.
La depresión geológica del Tempisque, localizada entre la península y la cordillera Volcánica de Guanacaste, presenta una topografía llana y ondulada, con depresiones menores inundables a lo largo del cauce principal del río Tempisque, por lo que hay depósitos de sedimento hacia la zona de la desembocadura principalmente, y su formación se ha visto favorecida por la poca resistencia del material volcánico a la erosión, cuyo transporte se ha visto asegurado por el mismo río.

### Hidrografía

Cuenca hidrográfica del río Tempisque.

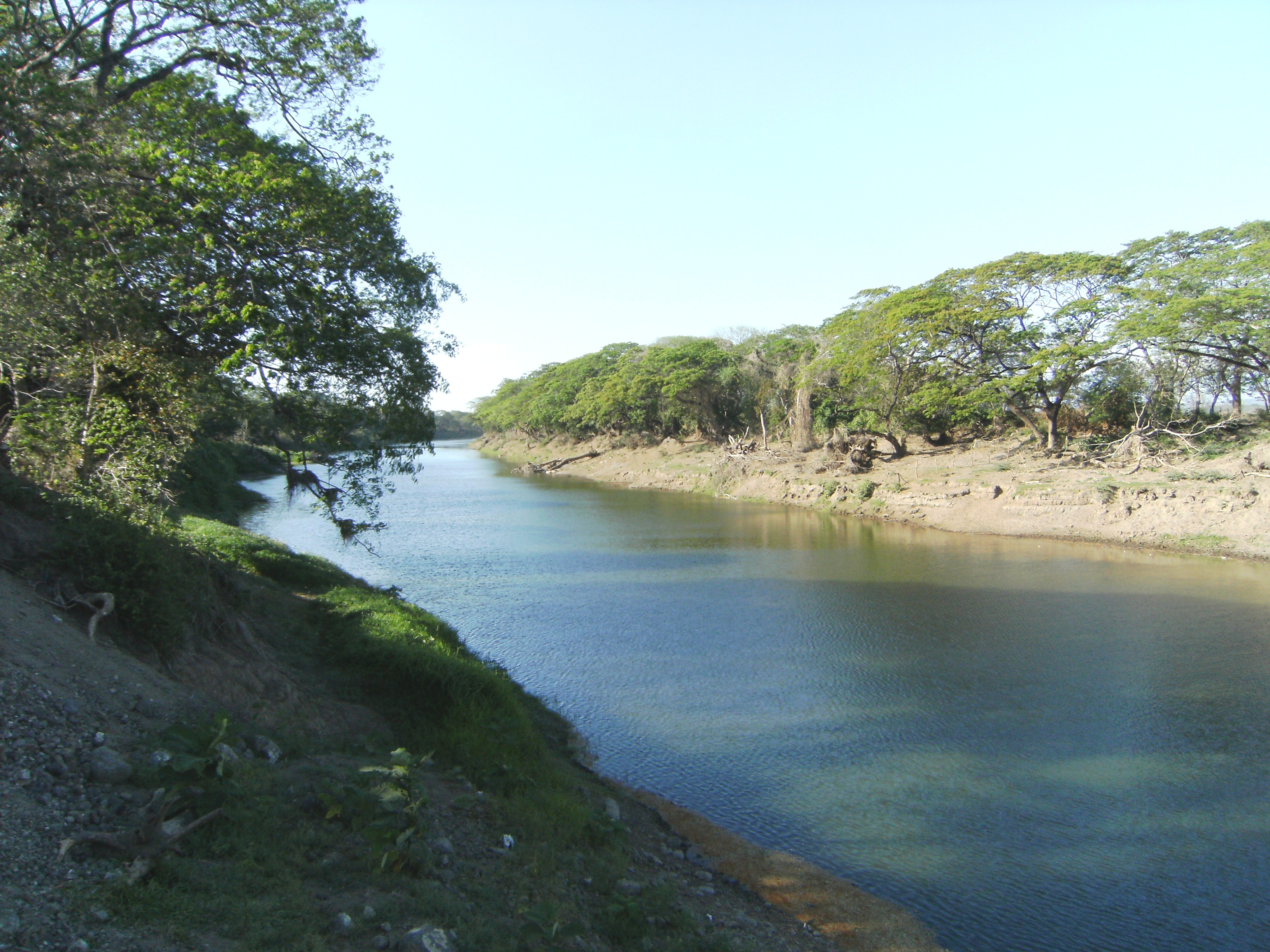
Río Tempisque

El sistema hidrográfico de la península de Nicoya corresponde a la vertiente del Pacífico. 
Los valles fluviales son muy cortos y tienen un régimen estacional. Pocos cauces son permanentes, salvo el del gran río Tempisque, principal cuenca hidrográfica de la región (3405 km², segunda del país luego de la cuenca del río Térraba) y el tercero más largo del país (138 km, después del río Térraba y el río Reventazón).
El río Tempisque (cuyo nombre indígena es Sabandí) es uno de los más importantes del país y drena gran parte de la planicie guanacasteca. Sus tributarios nacen en la Cordillera Volcánica de Guanacaste y en las alturas del norte de los cerros de Nicoya, y si se considera un solo sistema con el río Bebedero (que termina en el gran estuario del Tempisque), entonces también recibe aguas de la Sierra de Tilarán por medio de los ríos Cañas y Lajas. El sistema hidrográfico Tempisque-Bebedero forma una gran cuenca de 5455 km², el 11 % del territorio nacional. Tanto el río Tempisque como el Bebedero son de gran importancia para su uso agropecuario, ya que suponen el 75 % del total del agua para riego del país.
El nacimiento del Tempisque se ubica en las faldas occidentales de la Cordillera de Guanacaste, al sur del volcán Orosí, con el nombre de río Tempisquito, a 900 m de altitud. Desemboca en un gran estuario de 3 km de ancho en el Golfo de Nicoya tras recorrer 138 km, 36 de los cuales son navegables a partir de su confluencia con el río Bolsón, hasta el estuario.
Recibe afluencia de una gran cantidad de ríos: Colorado, Liberia, Salto, Bebedero, Bolsón, Quebrada Honda, Charco, San Lázaro, Garzón y Piedras.

## Clima
El clima de la península es caluroso y seco en la parte baja, en concordancia con todo el resto de la región Pacífico Norte de Costa Rica, sin embargo, en sus partes más altas (más de 800 m s. n. m.) se puede presentar un clima templado, suavizado por la altitud lo que contrasta con el resto de la península.

## Parques nacionales
En la península de Nicoya se encuentra el Área de Conservación Tempisque, adscrita al Sistema de Parques Nacionales de Costa Rica. Integra dentro de sus límites la totalidad de la península de Nicoya, entre playa Grande al noroeste y la desembocadura del río Tempisque en el sureste. Es un área de gran diversidad topográfica que va desde el nivel del mar hasta los 1018 m (cerro Azul), con recursos sobresalientes como los bosques secos, húmedos, secundarios, tacotales, pastizales; lagunas, manglares, etc.
Esta área es la encargada de la conservación y protección de la cuenca media y baja del río Tempisque y algunas lomas y cerros de la península de Nicoya; además protege y conserva la biodiversidad de los recursos marinos, la vida silvestre, el régimen hidrológico, el bosque tropical seco, las fuentes de agua y nacientes naturales, los hábitat de aves acuáticas, los humedales, el desove de las tortugas, la zona marítimo-terrestre, etc.
El Área de Conservación Tempisque cuenta en la Península de Nicoya con 3 parques nacionales (Barra Honda, Diriá y Marino Las Baulas), 2 reservas naturales absolutas (una estatal, Cabo Blanco, y otra privada, Nicolás Wessberg), 3 refugios nacionales de vida silvestre estatales (Ostional, Tamarindo y Mata Redonda), 2 semiprivados (Camaronal y Werner Sauter) y 2 privados (Curú y La Ceiba), 3 humedales (Riberino Zapandí, Palustrino Corral de Piedra y Río Cañas), y tres zonas protectoras (Península de Nicoya, Cerro La Cruz y Nosara), además de dos reservas biológicas que se ubican en el Golfo de Nicoya (Isla Guayabo e Isla de los Negritos).

### Parque nacional Barra Honda

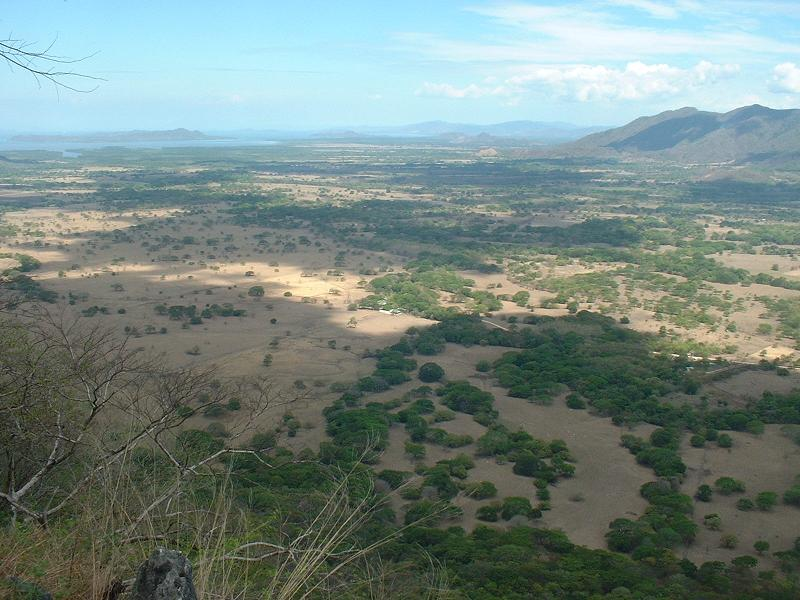
Parque nacional Barra Honda

Ubicado en la península de Nicoya, a 22 km noroeste del cantón de Nicoya, Guanacaste, el parque nacional Barra Honda ofrece el más importante sistema de cavernas descubierto hasta ahora en el país. Su extensión territorial equivale a 2297 ha. El cerro Barra Honda, de unos 450 metros de altura, está constituido por calizas de tipo arrecifal, es decir, por antiguos arrecifes que emergieron de los fondos marinos debido a un sobre levantamiento provocado por fallas tectónicas, desarrollados hace unos 70 millones de ańos. Está constituida por algas calcáreas azules y verdes, además de foraminíferos, diminutos protozoos marinos cubiertos por una concha calcárea, esponjas y erizos. Es una de las muchas colinas calcáreas de forma arqueada que se localizan en la provincia de Guanacaste, a ambos lados de la cuenca inferior del río Tempisque, y contiene un vasto sistema de cavernas, alrededor de 42, de las cuales 19 han sido exploradas, pero solo dos están abiertas para la visitación: La Terciopelo (62 m de profundidad) y La Cuevita, que representan un gran atractivo para los expertos y aficionados a la espeleología, así como para el público en general, ya que dentro de ellas se encierran una gran cantidad de formaciones: formaciones masivas de estalactitas y estalagmitas, rocas de formas muy caprichosas (helictitas huevos fritos, palomitas de maíz, champiñones y dientes de tiburón), muy erosionadas y de filos muy cortantes, a semejanza de un cementerio de animales antediluvianos) donde el carbonato de calcio es el principal componente. 
Vale mencionar que, en la caverna Nicoya (30 m de profundidad), que tiene varias gigantescas estalactitas desplomadas del techo, fueron encontrados gran cantidad de restos humanos en 1970, y tiempo después utensilios y adornos indígenas. Algunas de las observaciones más interesantes que al respecto se han hecho son las de un fémur con un apelotonamiento de material calcáreo en un extremo y una calavera con una estalagmita creciendo encima.
El área silvestre fue creada por Ley n.º 5558 del 20 de agosto de 1974, para la protección del bosque tropical seco con una pequeña transición a húmedo, que por sus características tiene la particularidad de ser un bosque asentado en un sistema calcáreo, lo que representa una llamada de atención debido a las impresionantes formas de adaptación de sus organismos. Por otro lado el área es importante productor de nacientes de agua que abastecen, tanto en invierno como en verano, a cerca de 19 comunidades vecinas del parque.

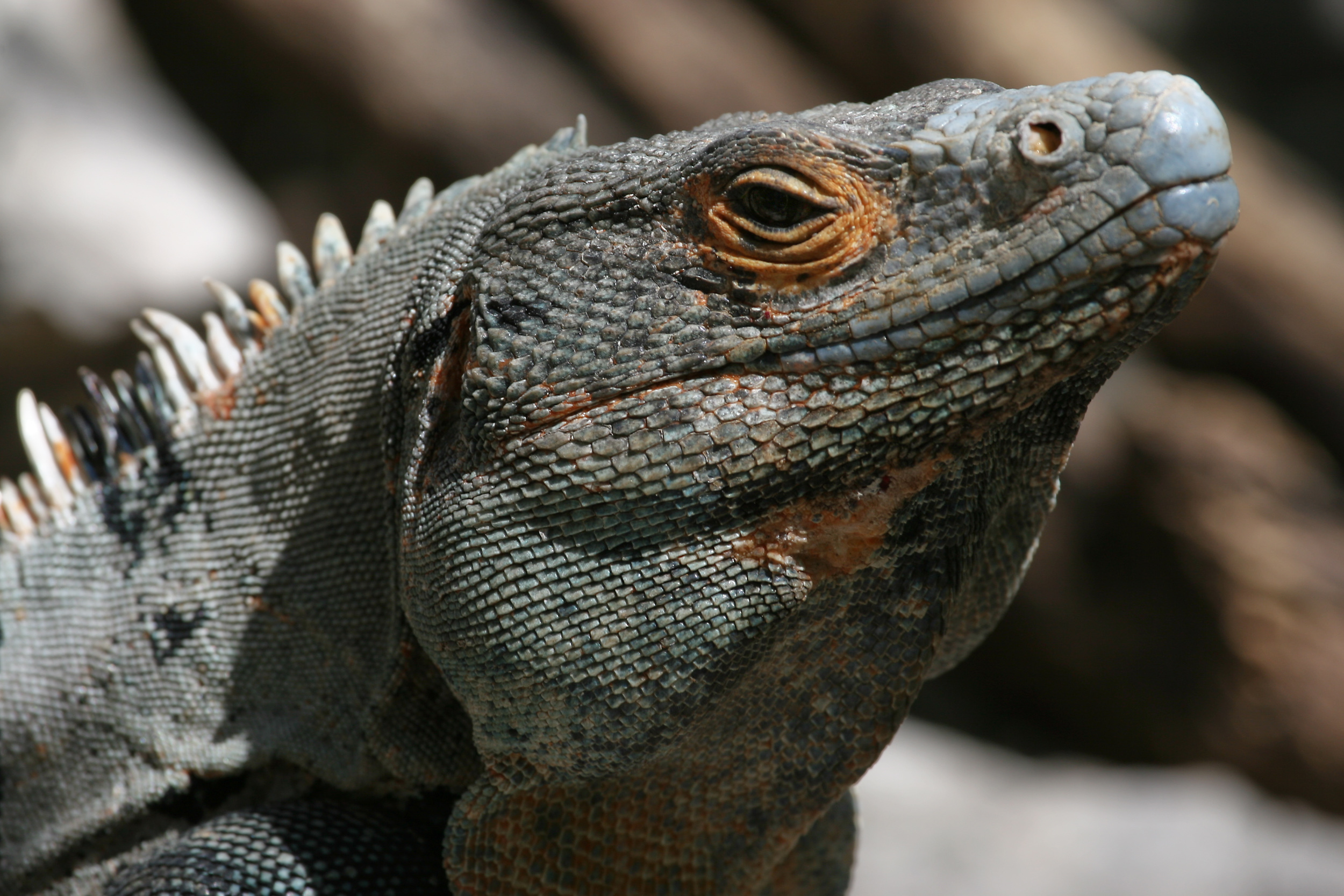
Iguana negra.

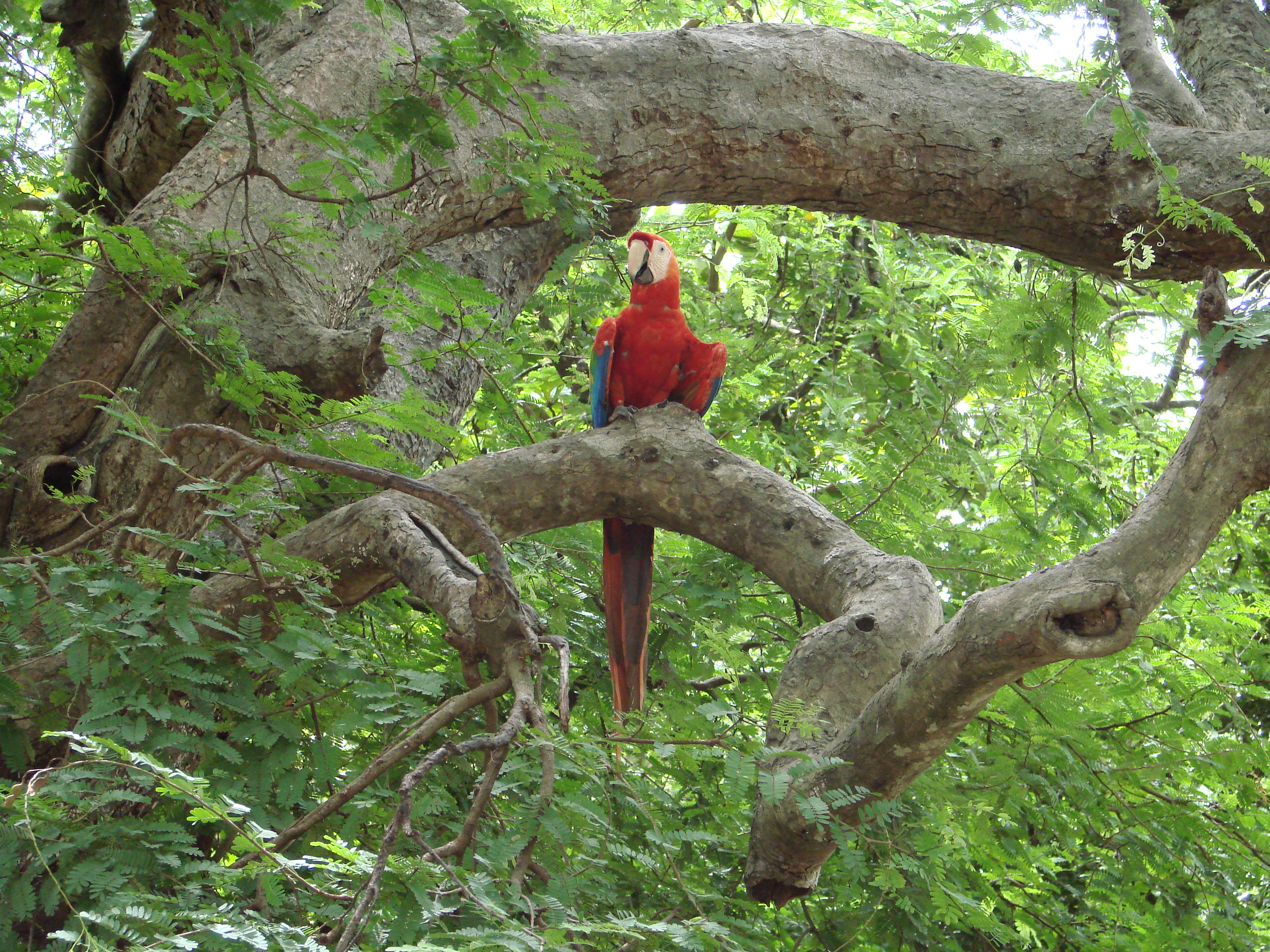
Guacamayo o lapa roja.

El mirador Nacaome (423 m s. n. m.), ofrece una vista panorámica de 180° y ubicación estratégica desde tiempos de la colonia, lo que lo convierten en uno de los mejores miradores del país. Estas características permiten contemplar el Golfo de Nicoya, la Isla de Chira y los cerros cercanos.
Las especies más comunes de árboles son el jobo, el ron-ron, el tempisque, el ojoche, el peine de mico, el madroóo, el guácimo, el carne asada, el laurel, el indio desnudo, el guachipelín, la soncora el panamá, el cenizaro, el guanacaste, el gallinazo, el quebracho, el roble de sabana, el corteza amarilla, el pochote, el cocobolo, el cedro amargo, el ceibo y el poro-poro.
La fauna es también variada a pesar del efecto de la cacería y de la alteración del hábitat. Entre las especies presentes de mamíferos se encuentran el coyote, el cusuco, el saíno, los monos congo y cara blanca, el manigordo, el puma, el tepezcuintle, el venado, el tigrillo, el león breñero, el tolomuco, la martilla, el caucel, el mapachín y el pizote.
Las aves más notables son la pava crestada, la garceta grande, la garceta azul, la garcilla bueyera, el gavilán gris, el halcón peregrino, la chachalaca cabecigris, la codorniz vientrimanchada, la tortolita menuda, la paloma coliblanca, el perico frentianaranjada, el loro frentiblanco, la lechucita vermiculada, el colibrí canelo, la viuda roja, el momoto cejiceleste, el carpintero picoplata, la urraca copetona, el chingolo, la lapa roja y el caracara cargahuesos.

### Parque nacional Diriá

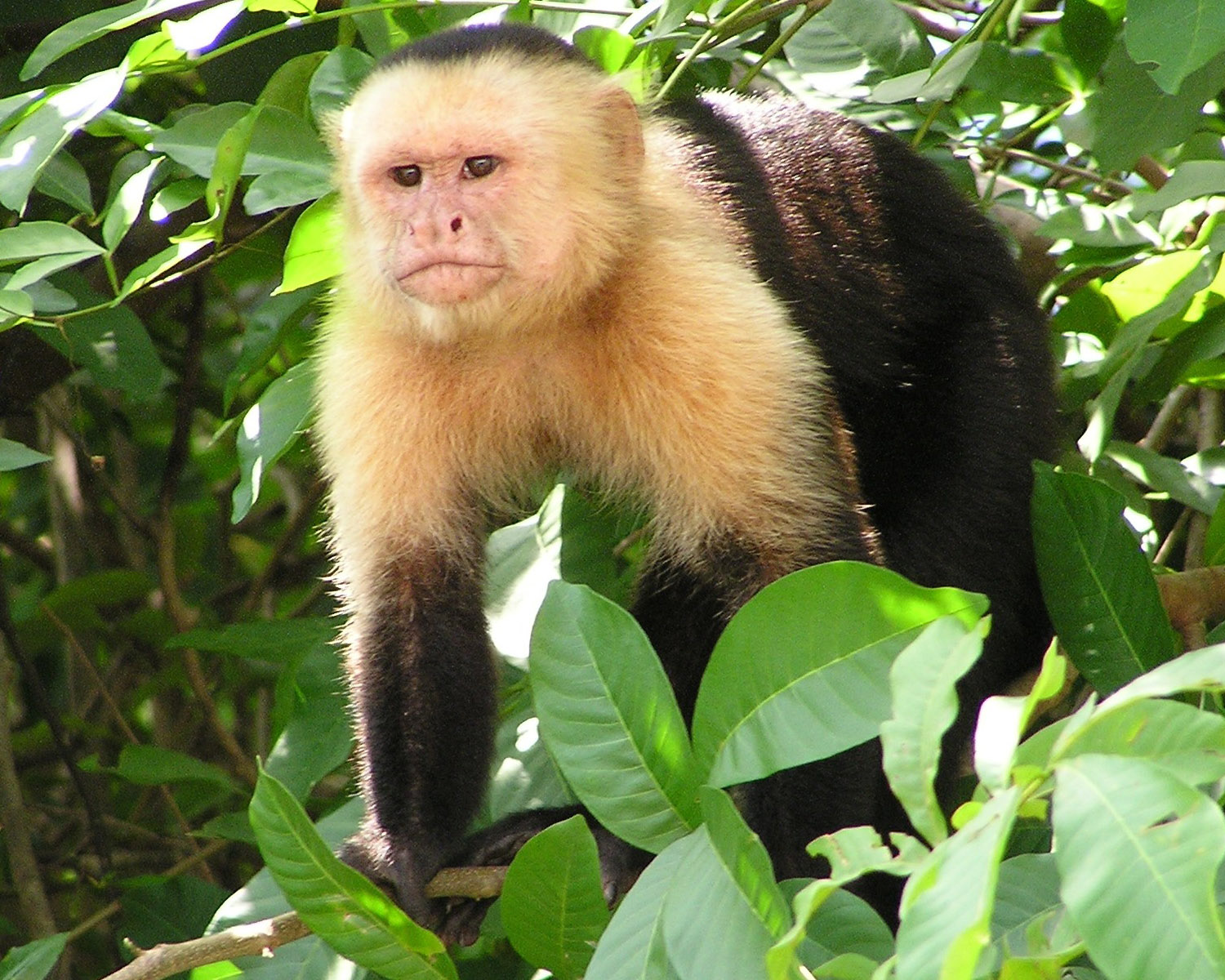
Mono capuchino o carablanca.

Este parque lleva el nombre del cacique chorotega Diriá, cuyo cacicazgo ocupaba durante el siglo XVI, previo a la llegada de los españoles, el territorio entre Belén y Bolsón, en la cuenca del río Tempisque, donde uno de sus afluentes aún conserva el nombre de Diría. El parque fue creado como Zona Protectora el 5 de junio de 1991. Dos años más tarde se cambió a Refugio Nacional de Vida Silvestre y en el 2004 se cambió a parque nacional. Tiene 5426 ha de extensión. Su función es la protección de mantos acuíferos existentes en la región que conforman una gran cuenca, de la cual nacen los ríos Diriá, En medio, Tigre y Río Verde, los cuales son de vital importancia para la región de Guanacaste. La rica biodiversidad que alberga, la promoción del corredor biológico con otros refugios importantes de la zona, al unir permanentemente aquellas áreas boscosas de la región Sur y el Pacífico Norte. En la parte alta del bosque, entre los 1600 y los 1800 metros sobre el nivel del mar, subsisten los únicos remanentes del bosque tropical nuboso que alguna vez cubrió las tierras altas de la Península de Nicoya.
El bosque Diriá está conformado por 4000 ha de bosque seco y, en su parte más alta, bosque tropical húmedo. Actualmente hay una cantidad importante de bosque virgen, entre las especies de flora más sobresalientes en la zona se encuentran el pochote, el tempisque, el guanacaste, el guapinol, madroños, cocobolos y el cenízaro.
Alberga una importante variedad de fauna. Se calcula que al menos unas 134 especies de aves habitan la zona, así como mamíferos de gran tamaño como monos congo y cara blanca, coyotes, zarigüeyas, osos colmeneros y saínos. Y también ranas y serpientes como la cascabel y la coral, entre otros anfibios y reptiles.

### Parque nacional marino Las Baulas

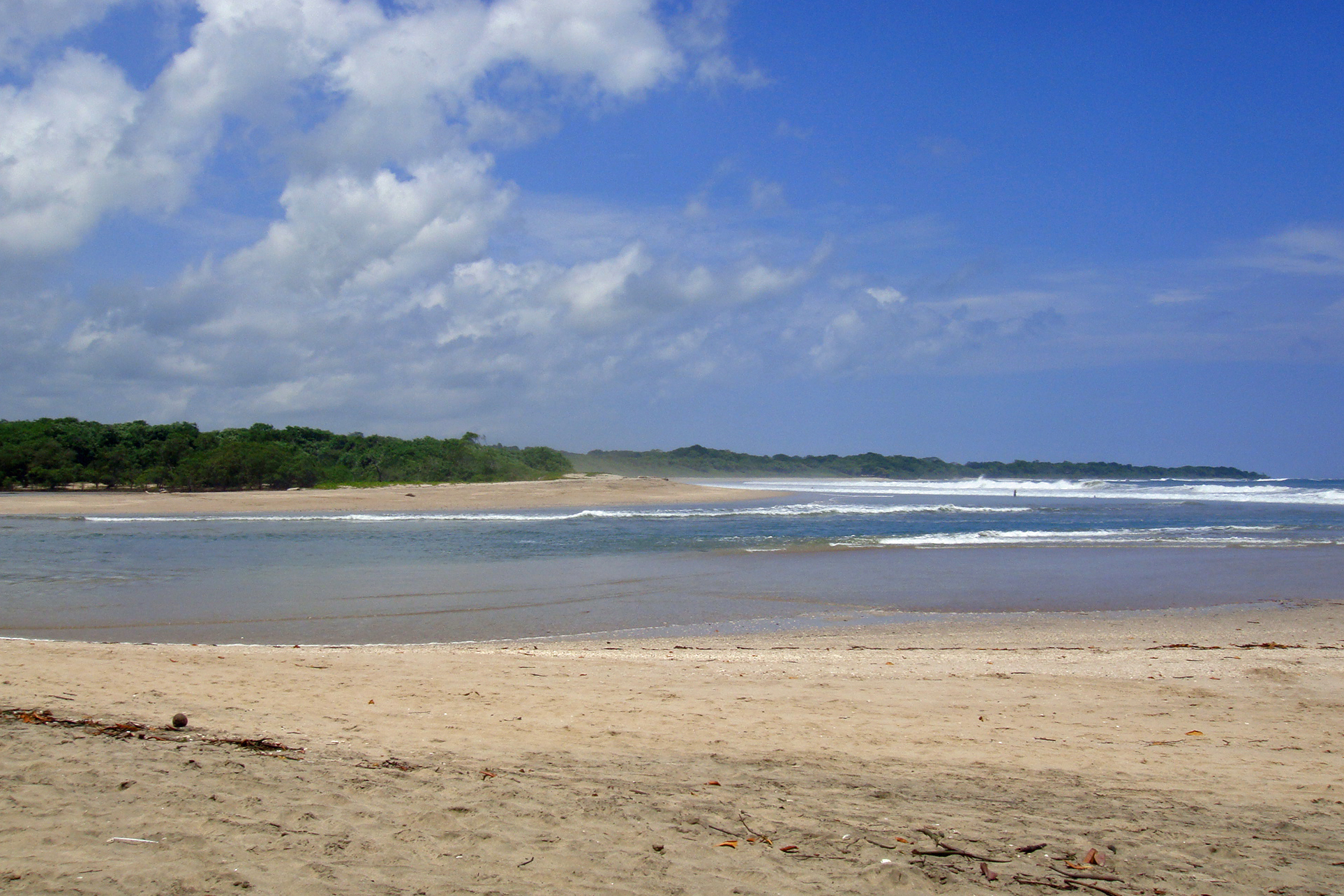
Parque nacional marino Las Baulas

Se encuentra ubicado en el cantón de Santa Cruz. Comprende entre otras áreas geográficas los cerros Morro y El Hermoso; las playas Carbón, Ventanas, Grande y Langosta; y los manglares San Francisco, Tamarindo y Ventanas. Posee una extensión de 612 ha. Su importancia desde el punto de vista de conservación y además el atractivo turístico principal, radica en el anidamiento de la tortuga baula que anida en las playas de estas áreas protegidas entre diciembre y marzo. Esta especie es la tortuga más grande del mundo y se encuentra en peligro de extinción, según la Convención para el Comercio Internacional de especies amenazadas de flora y fauna (CITES).

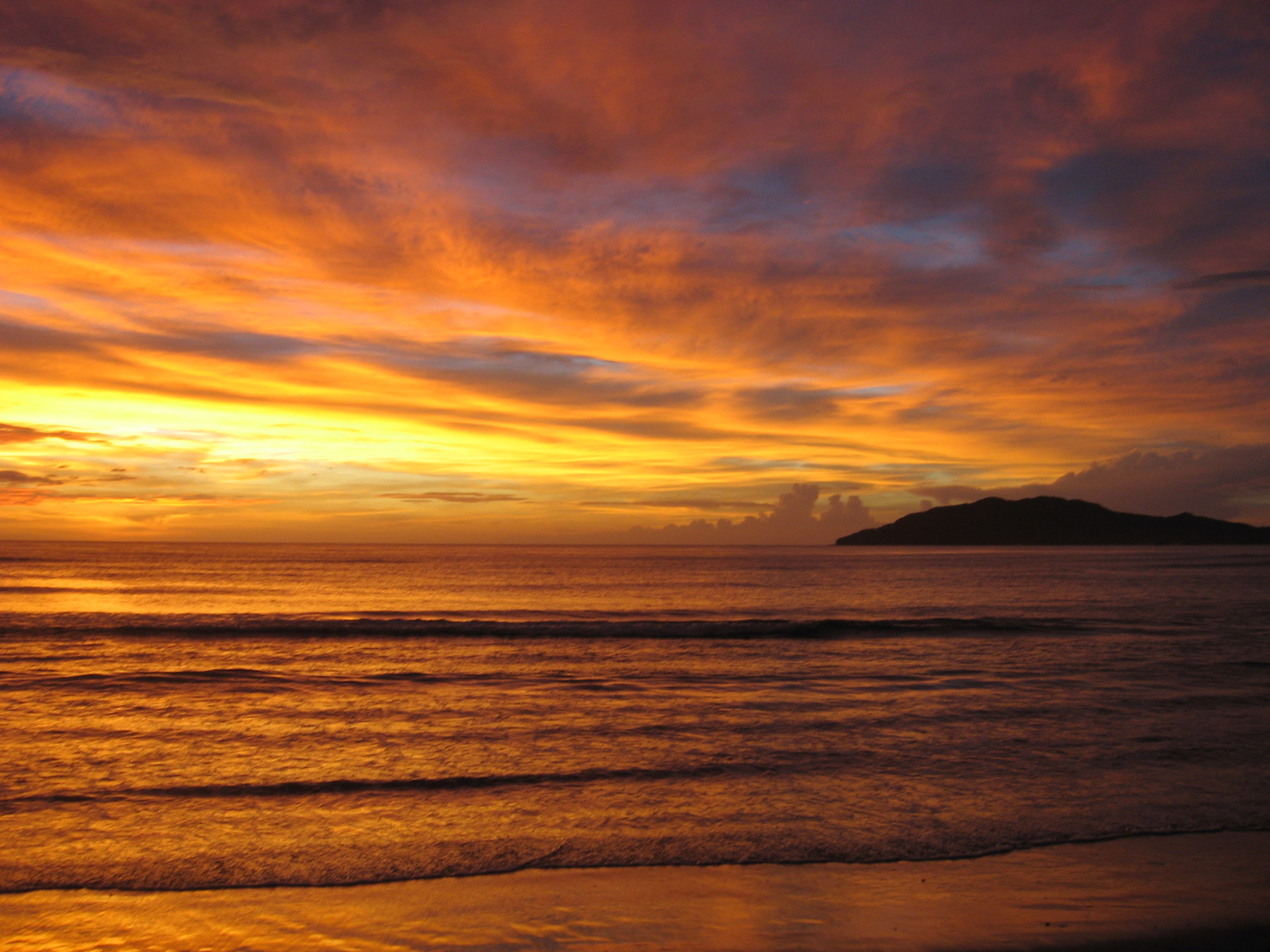
Atardecer en playa Grande, parque nacional marino Las Baulas.

Sus manglares se encuentran dentro de la Convención Relativa a los Humedales de Importancia Internacional (RAMSAR), los cuales son de gran importancia como hábitats de aves acuáticas y áreas de reproducción de diferentes especies marinas y forestales. El mangle en su mayoría se encuentra bien desarrollado y los árboles llegan a medir hasta 25 y 30 metros. La especie dominante es el mangle rojo o caballero, pero es común observar otras especies como mangle negro, mangle blanco y mangle piñuela.
Las especies de flores corresponden al bosque tropical seco y destacan cocobolo, laurel, tempisque, madero negro. Las especies dominantes en la zona costera son panamá, guácimo y vainillo.
La fauna no es muy abundante con excepción de la tortuga baula, pero pueden ser observadas otras especies como zorro pelón, venado, mono congo, coyote y mapache. Por ser un área marina los reptiles, anfibios e invertebrados son abundantes y fácilmente observables. Entre los más comunes están cangrejo tajalín, boa, garrobo y cocodrilo.
Es además una importante zona turística.

### Reservas biológicas y refugios silvestres

#### Reserva nacional absoluta Cabo Blanco

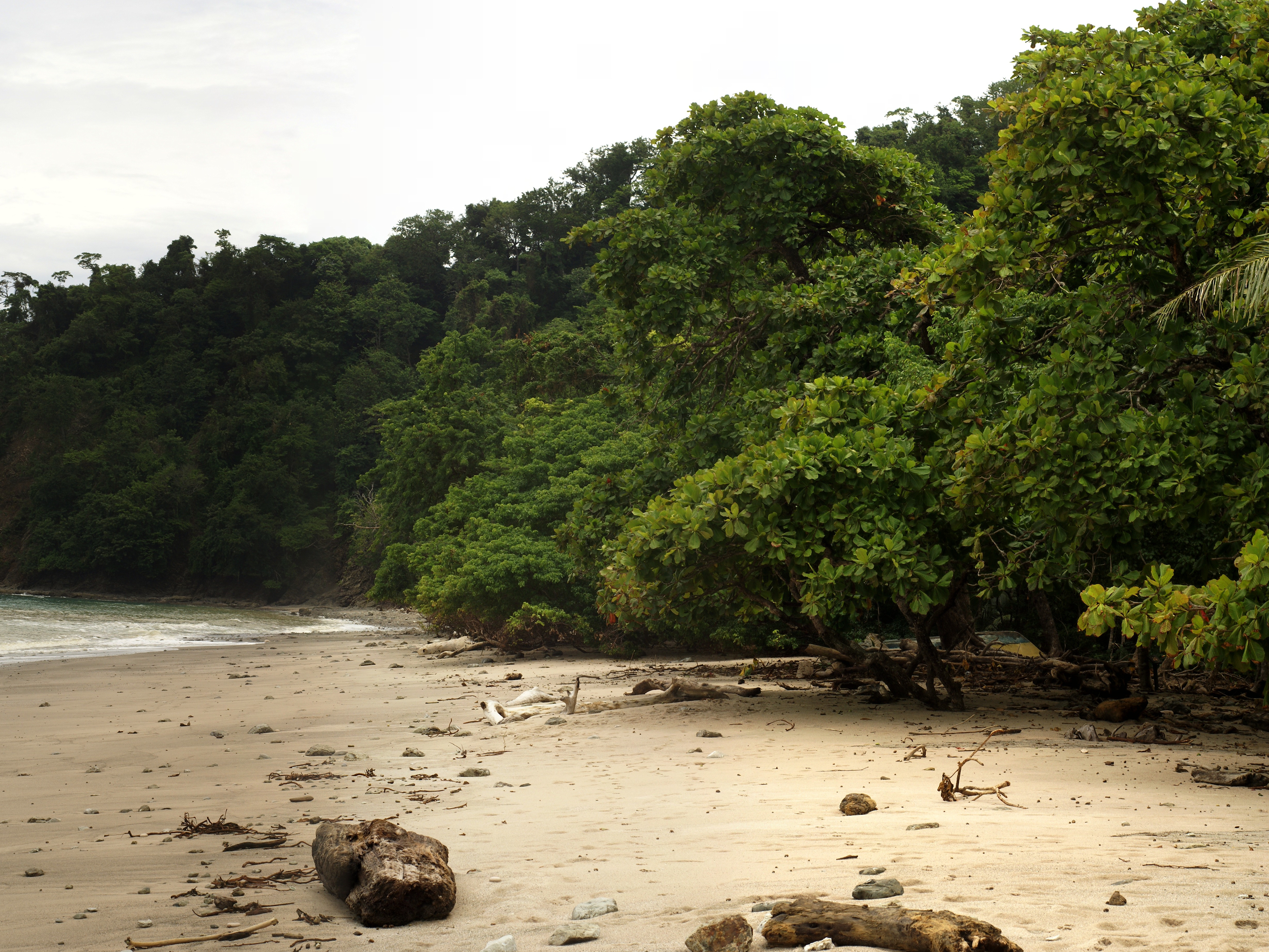
Playa en Cabo Blanco.

La reserva de Cabo Blanco fue establecida en 1963 y es la única área protegida creada antes de la inserción del servicio de parques en 1970, que ha sobrevivido hasta este día. Esta reserva ocupa la mayoría de la parte sureste de la península de Nicoya, incluyendo el cabo y la isla del mismo nombre, protegiendo los ejemplos más viejos y variados de bosque caducifolio mixto con bosque tropical en el área. Cabo Blanco es uno de los refugios más importantes de Costa Rica para la protección de aves marinas, y es también una de las áreas de mayor belleza escénica de la costa del Pacífico, con 1269 ha en la parte terrestre y 1790 ha en la parte marina. Un mar azul y profundo, una vegetación con predominio de especies siempreverdes y que llega hasta el borde de la costa, interesantes formaciones geológicas, una fauna variada, e infinidad de lagunillas de marea baja donde quedan apresadas diversas especies de organismos marinos, convierten a Cabo Blanco en uno de los parques más interesantes y bellos del Área de Conservación Tempisque y del país.

#### Reserva nacional absoluta Nicolás Wessberg
Ubicada en Cóbano, Puntarenas, de 60 ha, es refugio para especies de flora, aves y fauna del Pacífico Seco. Con gran belleza escénica, posee bosque húmedo tropical con una exuberante flora: pochote, jobo, níspero, espavel. Entre os mamíferos, se pueden encontrar congos, venados y cauceles.

#### Refugio de Vida Silvestre Ostional
Este refugio está localizado en la franja de 200 m de playa comprendida entre Punta India y la desembocadura del Río Nosara e incluye el poblado de Ostional. Pertenece al cantón de Santa Cruz, en la provincia de Guanacaste. Consta de 162 ha terrestres y 587 ha marinas. Su importancia radica en la protección que brinda el refugio de la fauna silvestre de la zona, que incluye la tortuga lora, la tortuga baula y una gran variedad de aves marinas. La vegetación del refugio en su mayoría la constituyen árboles y plantas propias de terreno arenosos, como lo son el cocotero, la palma real y los piñuelos, entre otros.
En cuanto a su fauna, existe gran variedad de aves marinas y terrestres, tortugas marinas, algunos mamíferos, pocos reptiles y otros animales marinos.

#### Reserva Nacional de Vida Silvestre Mata Redonda
Ubicada en Nicoya, con 371 ha, es un sistema ecológico palustrino, que estacionalmente se encuentra inundado.

#### Refugio Nacional de Fauna Silvestre Curú

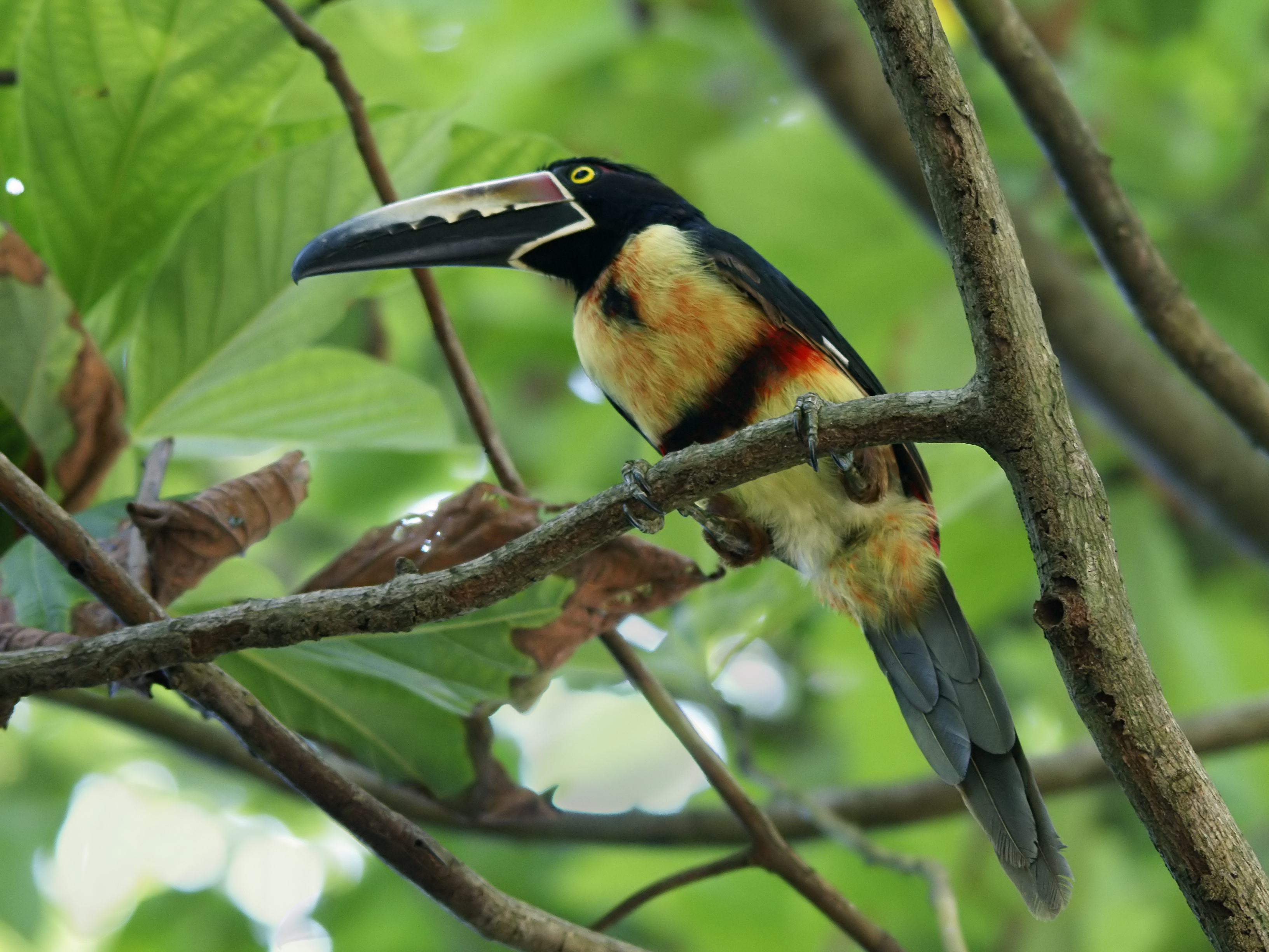
Tucancillo collarejo.

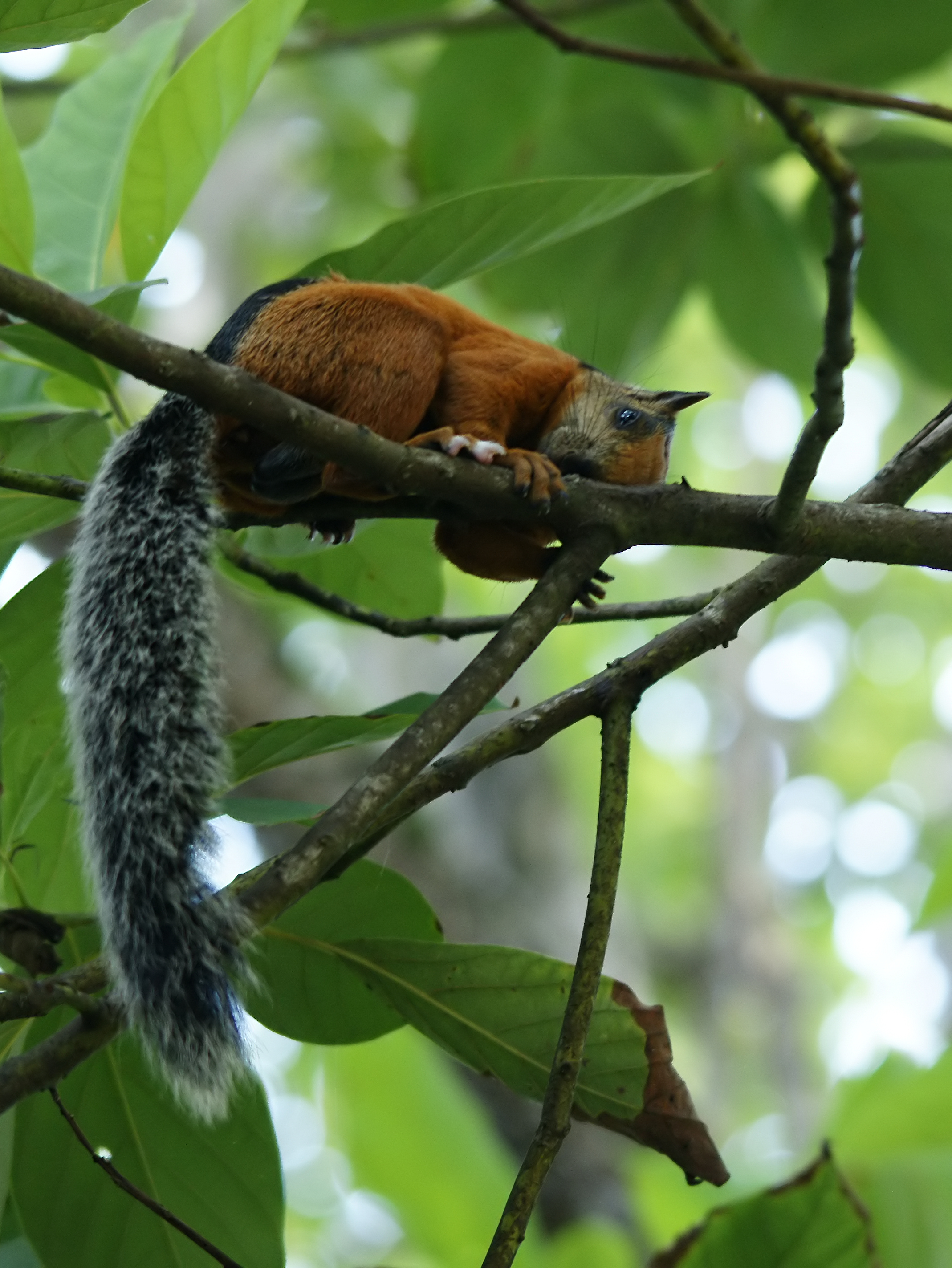
Ardilla roja.

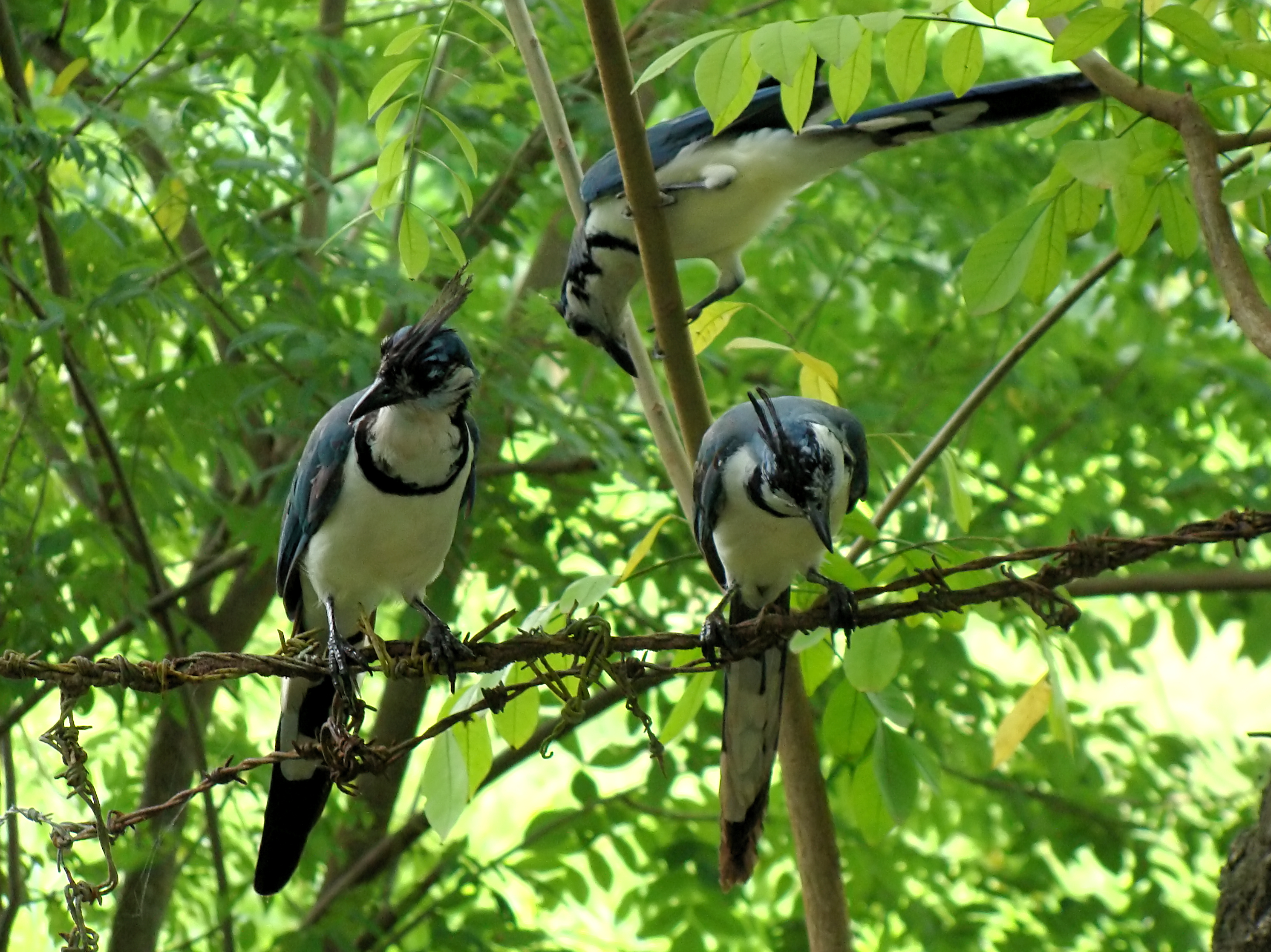
Urraca copetona.

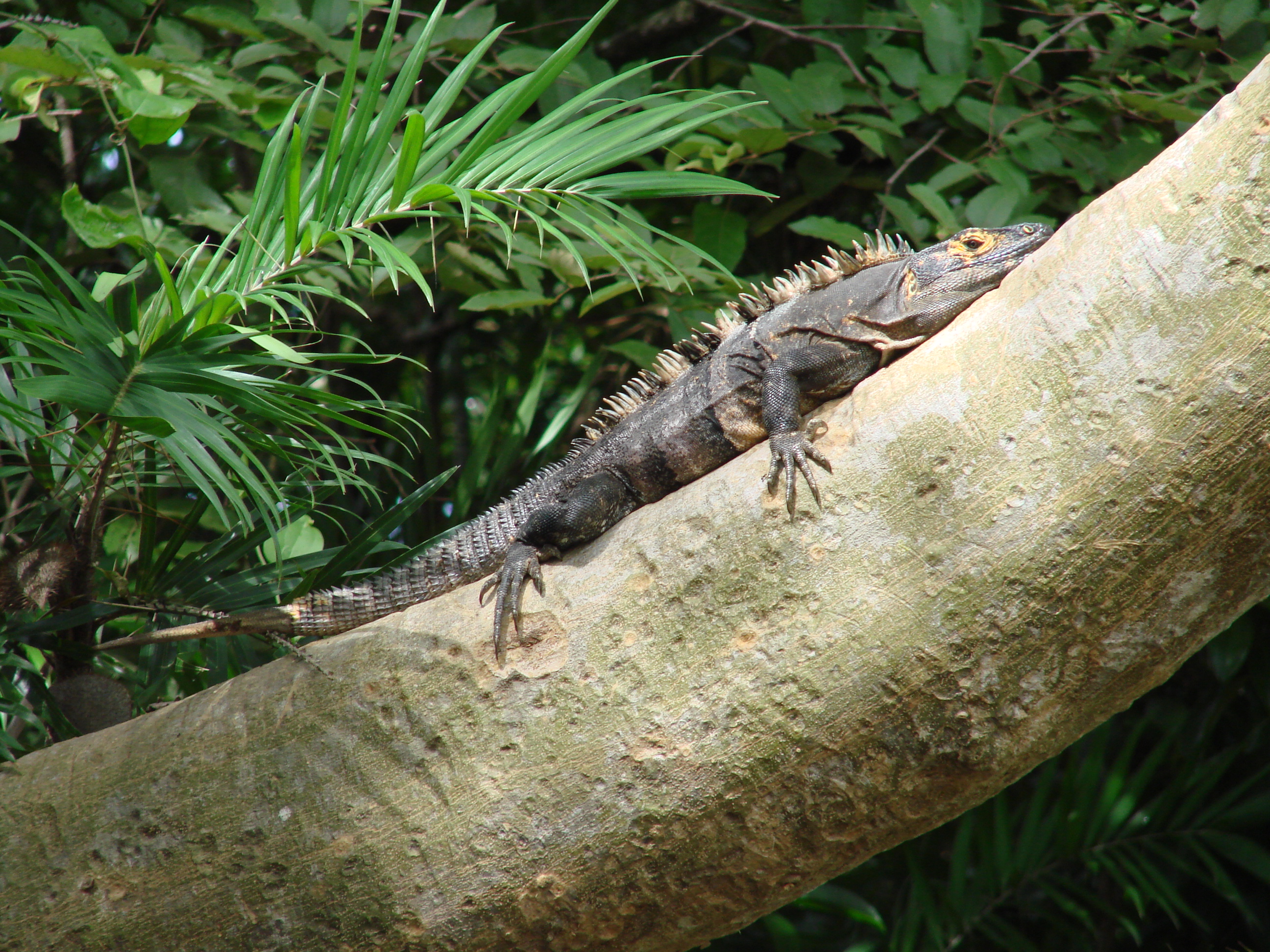
Iguana.

Es un refugio de carácter semiprivado y solo puede ser visitado con permiso de los dueños de la hacienda. Localizado en la Península de Nicoya, casi en frente de la isla Tortuga. La entrada a la finca Curú se localiza a 5 km de Paquera por carretera lastrada, y el camino entre la entrada y playa Curú es de 1,5 km. En la playa se puede desembarcar con facilidad, e incluso aterrizar con avioneta en marea baja. El Refugio de Vida Silvestre Curú se estableció con el propósito de conservar uno de los últimos segmentos de bosque con fauna que con excepción de la Reserva de Cabo Blanco y de la reserva privada Wessberg, existen al extremo sureste de la península de Nicoya.
Geológicamente, el refugio se divide en dos porciones, las colinas y el llano. El área de colinas que se encuentran al norte y sur, está constituida por rocas clásticas y calizas de finales del Cretácico y del Paleoceno, es decir, de hace unos 70-90 millones de años, con intercalaciones de rocas volcánicas. La parte central es plana y está constituida por aluviones del Cuaternario reciente, es decir, de los últimos miles de años. Esta unidad forma parte de lo que se ha llamado los macizos antiguos del Pacífico de Costa Rica (Santa Elena y Nicoya).
En la zona llueve en promedio 2738 mm por año, y que la temperatura media anual es de 27 °C.
A pesar de su pequeño tamaño. se encuentran dentro del refugio cuatro ecosistemas, a saber: bosque caducifolio, bosque emicaducifolio, manglar y vegetación de playa. En el bosque caducifolio, que se encuentra principalmente en las puntas Quesera y Curú, predomina el pochote, aunque otras 15 especies de árboles han sido identificados, entre ellos: el madroño, el indio desnudo, el brasil, el flor blanca, el ron-ron, el cedro amargo, la caoba, el quebracho, el guachipelín, el roble de sabana, el corteza amarilla, el peine de mico, el cornizuelo y el poro-poro. En los bosques de los acantilados se observan especies xerofíticas como las cabuyas y el palo brasil.
El bosque semicaducifolio que se encuentra en el resto del área, excepto en la playa, se caracteriza por tener una mezcla de especies siempre verdes y caducifolias. Las principales especies de árboles son aquí el madroño, el ojoche, el laurel, el indio desnudo, la caoba, el jobo, el cocobolo, el buriogre, el guachipelín, el aceituno, el peine de mico, el carao, la soncoya, el siete cueros, el guapinol, el cristóbal, el guanacaste, el corteza amarilla, el roble de sabana, el flor blanca, el guácimo, el madero negro, el quebracho, el ceibo, el panamá, el almendro de montaña y la balsa.
El manglar se encuentra ubicado detrás de playa Curú y está formado por las siguientes cinco especies de mangle: el manglar colorado, el más abundante, el manglar piñuela, el manglar salado, el manglar botoncillo y el manglar bariquita. Un arbusto que crece en la parte de atrás del mangle es el chumico de palo. La vegetación de playa está constituida principalmente por cocoteros, introducidos icacos, guanacastes y cenizaros.
La playa Curú es de arena fina, de color gris, de poca pendiente y de escaso oleaje. En marea baja tiene unos 35-50 m de ancho, y su largo total es de unos 900 m. Estas características, unidas a la vegetación que presenta en la parte de tierra adentro la hacen ser de gran potencial para recreación. Otras dos playas pequeñas existen en el extremo sur de punta Quesera, Poza Colorada y Que Será. Ambas tienen arenas finas de color blancuzco debido a los corales que crecen en el mar; tienen mayor inclinación que la playa Curú, y son de gran belleza.
Tanto en el área del refugio como en los bosques vecinos, es posible observar una fauna relativamente variada, particularmente la avifauna.
Los mamíferos que se encuentran aquí son el manigordo, el venado, el tigrillo, el mapachín, el ostoche, la comadreja, el tepezcuintle, el zorro pelón, el mono congo, el mono carablanca —muy dóciles y fáciles de fotografiar—, el caucel, el saíno, el coyote, el pizote, la martilla, el tolomuco, la guatusa, el zorro hediondo y el armadillo. Los murciélagos son muy abundantes, y se estima que podrían existir unas 25 especies en toda el área.
Se han observado 115 especies de aves, tanto en los bosques como en las playas. Algunas de las más abundantes son el tinamú chico, la garcilla bueyera, el zopilote negro, el gavilán aludo, el guaco, el andarríos maculado, la paloma piquirroja, la tortolita azulada, la tortolita comlin, la paloma coliblanca, el perico frenti anaranjado, el loro frentiblanco, el cuclillo listado, la esmeralda culiazul, el trogón cabecinegro, el momoto cejiceleste, el carpintero lineado, el saltarín toledo, el cabezón plomizo, el mosquerón picudo, la espatulilla común, el copetón viajero, la golondrina tijereta, la urraca copetona, el vireo amarillo, la reinita verdila, el bolsero veranero y la tangara veranera.

#### Refugio Nacional de Vida Silvestre Werner Sauter
Es un refugio de carácter semiprivado. Ubicado en Nicoya, Guanacaste, abarca 139 ha. Constituye un núcleo importante para la conservación de la vida silvestre, con especies de aves como chachalaca, urraca, cotorra frentiblanca, bobo cejiceleste, fregata; mamíferos como el mono carablanca, mono congo, mapache, comadreja, oso hormiguero; especies arbóreas como el tempisque, guácimo, roble de sabana, muñeco, ceiba, madroño, cedro, capulín, palo brasil y mamón.

#### Refugio de Vida Silvestre Camaronal
Es un refugio de carácter semiprivado. De 233 ha de superficie, protege la zona marítimo terrestre desde punta Islita hasta la desembocadura del río Ora, además es sitio de desove de las tortugas baula, lora y carey. Cuenta con manglares y residuos de bosque primario.

#### Refugio Nacional de Vida Silvestre La Ceiba
Este refugio es de carácter privado. Se encuentra en el distrito de Paquera, provincia de Puntarenas, y mide 272 ha. Es un área compuesta de serranías y cañones que forman pequeños valles. Aquí se encuentra la parte alta del río San Rafael y gran cantidad de nacientes de agua que se mantienen en época seca. Cuenta con un bosque secundario con especies como cenízaro, pochote, guarumo, corozo, guácimo, chaperno, espavel, roble de sabana, etc. Entre la fauna aviar, están: martín pescador, pecho amarillo, perico barbianaranjado, lora frentiblanca, garza tigre, bobo cejiceleste, colibrí canelo, gavilán, urraca celeste, oropopo, etc. Los mamíferos están representados por el venado, tepezcuintle, guatuza, mono congo, pizote, saíno, tolomuco, y entre los reptiles, las serpientes matabuey o cascabel muda, boa, cascabel, cherepo y chirbala.

### Humedales
Los humedales son sistemas ecológicos estuarinos y palustrinos, que estacionalmente se inundan, y su importancia radica en la preservación del recurso hidrológico que permite el anidamiento y alimentación de aves acuáticas. Existen 3 humedales en la Península de Nicoya: el Humedal Riberino Zapandí, que se ubica en Carrillo, Santa Cruz y parte del cantón de Liberia, se extiende por 357 ha. Habitan en este humedal diversas especies de ibises, garzas y garcetas; el Humedal Palustrino Corral de Piedra, ubicado en Corralillo de Nicoya, tiene una extensión de 2845 ha; protege el hábitat de aves acuáticas y los suelos; posee una laguna de agua dulce que recibe agua salobre del río Tempisque y es sitio de anidamiento de y alimentación de aves acuáticas, como la garza real, garceta nivosa y el ibis blanco; y finalmente, el Humedal Río Cañas, que mide 655 ha y se ubica en Santa Cruz; fue creado para la protección de hábitats en el cauce del río y está conformado por las lagunas Estero Largo y Potrero Largo, importantes para la alimentación y reproducción de aves acuáticas.

### Zonas protectoras

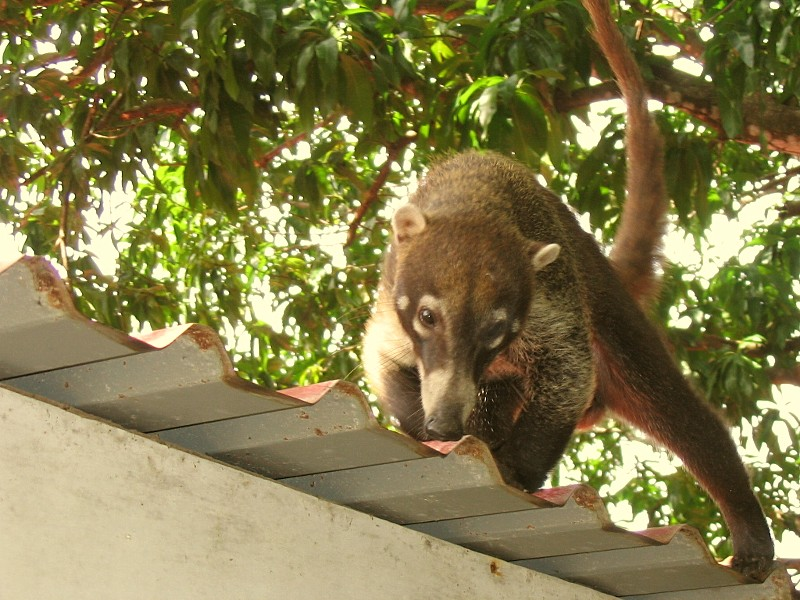
Un pizote o coatí, de la zona de Nosara.

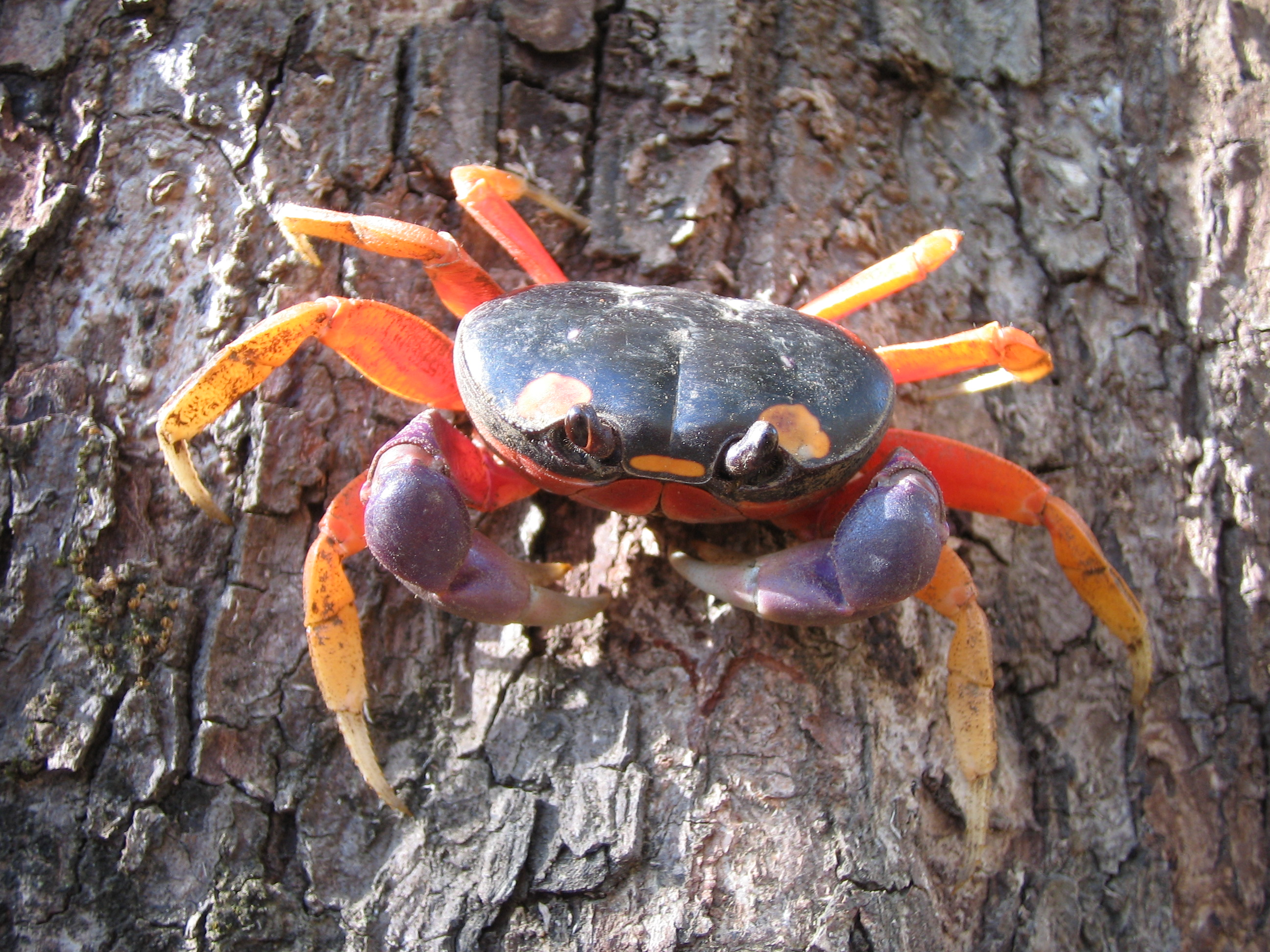
Gecarcinus quadratus, llamado en Costa Rica cangrejo de tierra rojo.

Las zonas protectoras protegen las cuencas de ríos, bosque húmedo, bosque seco, secundarios, tacotales y pastizales. La zona protectora de Nosara, de 924 ha, protege la cuenca del río Nosara, que cuenta con un bosque húmedo premontano y gran cantidad de nacientes. La zona protectora Península de Nicoya abarca 21 747 ha y es zona de protección de nacientes. Presenta bosque seco, bosques primarios intervenidos, secundarios, tacotales y pastizales. Finalmente, la zona protectora Cerro La Cruz protege los suelos y el régimen hidrológico de bosques seco, secundarios, tacotales y pastizales.

### Reservas Biológicas
Dentro del Área Conservación Tempisque, y ubicadas en el litoral sur de la Península de Nicoya, se hallan las islas Guayabo, Negritos y Pájaros. La Isla Guayabo se localiza aproximadamente a 8 km al sur del puerto de Puntarenas. Las Islas de los Negritos a 16,5 km al sur. La Isla Pájaros se encuentra junto a las Islas Negritos. En total tienen una extensión de 143,5 ha. La Isla Guayabo es una importante roca de 50 metros de altura y 6 ha de extensión. Las Islas Negritos son dos islas de rocas volcánicas, ubicadas a 650 m del litoral de la península de Nicoya. La más cercana a la costa mide 71 ha y posee una costa recortada y un relieve suave y ondulado, que culmina en los 1100 m de latitud. La otra también es de costa irregular, con pendientes de suaves a fuertes, ocupa 49 ha y se alza hasta los 100 m.
La isla Guayabo está cubierta en algunos sectores por arbustos y plantas pequeñas espinosas. Sobresalen especies de árboles como el guaco, el higuerón, las palmas de coyol y la palma viscoyol. Por su parte en las Islas Negritos, la vegetación es semicaduca, como especies de flor blanca, pochote e indio desnudo. En los farallones encontramos manchas puras de piñuela casera y de palma viscoyol.
La fauna de las islas está representada principalmente por aves marinas. En algunas épocas del año llegan aquí aves marinas migratorias para buscar alimento y reproducirse. Las especies más características son la tijereta de mar, la gaviota reidora, el piquero moreno y el pelícano pardo. Este último utiliza la Isla Guayabo como área de anidación y se calcula que existe una población de 200 a 300 individuos.
Otras especies de fauna presente en estas islas son el halcón peregrino, la paloma coliblanca y el garrobo. Existen cangrejos violinistas, cangrejos marineras, cambutes, ostiones y gran variedad de peces.

## División política

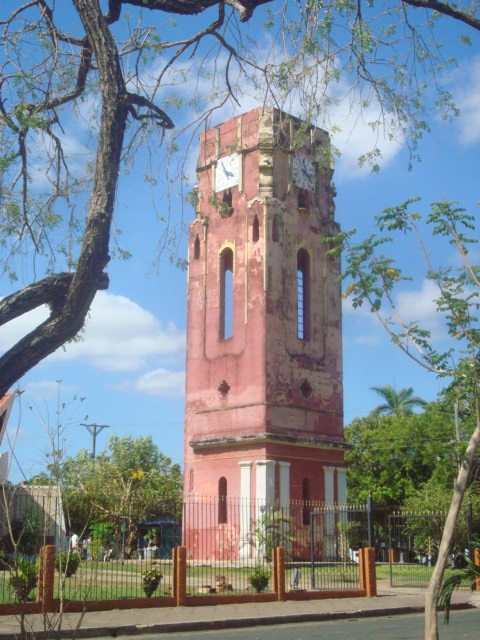
Campanario de la Iglesia de Santa Cruz.

La parte norte de la península pertenece a la provincia de Guanacaste, y está constituida por los cantones de Nicoya, Santa Cruz, Nandayure, Hojancha y Carrillo. La parte sur presenta tres distritos que pertenecen al cantón de Puntarenas (Lepanto, Paquera, Cóbano).
Nicoya, en el corazón de la península con el mismo nombre, es el cantón segundo de la provincia de Guanacaste y en él se encuentra la ciudad de Nicoya, que es la más antigua del país y la más importante y desarrollada de toda la península de Nicoya. Fue capital del reino chorotega de Nicoya durante la conquista, y la primera ciudad colonial de la historia de Costa Rica. Cuenta con una iglesia de esta época, recién restaurada, de estilo barroco español. Está catalogada como uno de los cinco lugares más saludables para vivir según la revista International Living.
Santa Cruz es conocida como la ciudad folclórica de Costa Rica y se encuentra en lo que fueron las tierras del cacique Diriá. Sus fiestas patronales son famosas en todo el país. Estas fueron declaradas Fiestas Típicas Nacionales, celebrándose el 14 de enero de cada año con montaderas tradicionales de toros, al estilo criollo. También se sigue la tradición con la entrada del Santo Cristo de Esquipulas, un Cristo negro que sale desde la entrada de Arado pasando por el centro de la localidad llegando hasta el santuario que lleva su mismo nombre. En este cantón, aún se puede apreciar la vida propia de los llanos del Norte, con sus haciendas ganaderas y la recalcada figura del «sabanero», el más representativo de los personajes de la región.
Nandayure es un importante cantón agrícola y también cuenta con una gran cantidad de playas de gran atractivo turístico, ubicadas la mayoría en el distrito de Bejuco. 
Hojancha es el único cantón de la provincia guanacasteca que consiguió el título de «Bandera Azul Ecológica» y es ejemplo de limpieza y orden para toda la provincia y el país. Es la principal zona productora de café de Guanacaste. Se le considera en Costa Rica como «el cantón forestal», debido a su gran desarrollo en establecimiento, manejo y aprovechamiento de plantaciones forestales. Asimismo, goza de gran prestigio nacional por la buena participación y coordinación de las instituciones del cantón en actividades productivas y de conservación.
El desarrollo de la región sur (Lepanto, Paquera, Cóbano) de la península de Nicoya bajo administración del cantón de Puntarenas es aleatorio, su desarrollo puede enlazarse a Guanacaste a través de vías terrestres.

## Actividad económica
La península de Nicoya es una de las regiones más importantes en producción agrícola del país, además de ser uno de los destinos turísticos de mayor relevancia del país. Es parte de la Región Chorotega, una de las siete zonas socioeconómicas en las que se encuentra dividida Costa Rica.

## Destino turístico
La península de Nicoya es uno de los destinos turísticos más populares de Costa Rica, donde la actividad turística es la primera fuente de divisas del país. En esta zona pueden encontrarse dos parques nacionales, además de varios refugios silvestres y gran cantidad de atractivas playas de fácil acceso. Se puede ingresar a la península por carretera, desde San José, siguiendo la carretera Interamericana Norte, a través del puente del río Tempisque La Amistad de Taiwán, o bien, desde el norte por la carretera que une las ciudades de Liberia y Nicoya. La región cuenta con un aeropuerto internacional localizado en la ciudad de Liberia, y también se puede ingresar por el aeropuerto interno de Tambor o por el ferry de Paquera, desde la ciudad de Puntarenas.

### Playas
Las playas de la península de Nicoya se caracterizan por ser hermosas, amplias y calmadas. Se puede acceder a ellas por carretera desde San José o por vía aérea, desde el aeropuerto internacional Daniel Oduber Quirós en Liberia, luego por la carretera que une Liberia con Nicoya. Por su ubicación geográfica, se pueden dividir en:
- playas del golfo de Papagayo (norte de la península): Panamá, Hermosa, del Coco, Flamingo, Brasilito y Conchal;
- playas del sector noroeste, entre la bahía de Tamarindo y Cabo Blanco: Grande, Tamarindo, Negra, Junquillal, Lagarto, Manzanillo (Santa Cruz), Marbella, Azul, Nosara, Pelada, Guiones, Ostional, Carrillo, Sámara, Garza, San Miguel, Coyote, Caletas, Manzanillo (Cóbano) y Santa Teresa;
- playas del sur de la península, entre el cabo Blanco y el golfo de Nicoya: Mal País, Montezuma, Tambor y Naranjo.

#### Playas del golfo de Papagayo

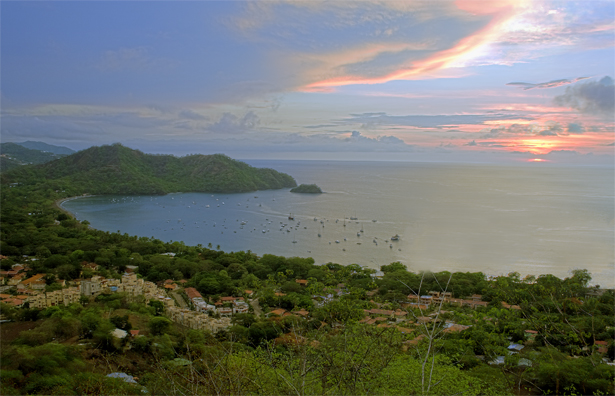
Playas del Coco

##### Conchal
Conchal es considerada como una de las más exóticas playas de Costa Rica, de unos 500 metros de largo. Esta playa es un depósito natural de concha de mar. Bañada por el sol la mayor parte del tiempo, con más de 12 horas de luz a partir de diciembre a abril. El agua aquí siempre esta a una temperatura agradable y es ideal para nadar o hacer snorkeling. Esta playa es conocida por ser un lugar de arena blanca con diminutos fragmentos de concha, del cual surge su nombre. 
También se puede practicar pesca, buceo y otros deportes acuáticos. Playa Conchal también está cerca de algunos parques nacionales, reservas naturales y de un pequeño estuario. Se localiza a 2 km al sur de Playa Brasilito.

#### Playas del sector noroeste de la península

##### Playa Grande
Ubicada dentro del parque nacional Marino Las Baulas, es el hogar de la tortuga marina carey. Está abierta al público solamente durante el día cuando se lleva a cabo las «arribadas» o temporada de anidaje de las tortugas (de octubre a mayo). Durante la noche, la policía patrulla el parque para asegurarse de proteger las tortugas y sus huevos especialmente de los cazadores y turistas demasiado entusiasmados y que se constituyen en una amenaza para la subsistencia de la especie.

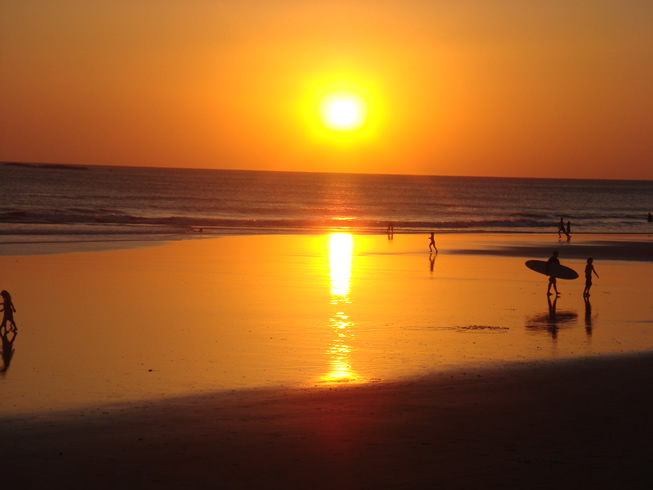
Puesta de sol en Playa Grande.

Por ley, está prohibido la colocación de luz artificial cerca de la playa, para evitar desorientar a las crías que eclosionan y que éstas no marchen hacia la carretera, sino hacia el mar, por lo que no hay hoteles con vista a la playa. Solo existe un hotel cerca de la playa que es el Hotel Las Tortugas y que fue construido antes de que se estableciera el parque nacional Marino Las Baulas. En este hotel se pueden alquilar equipos de surfboards, kayaks snorkeling y caballos.
Playa Grande cuenta con excelentes cualidades para la práctica del surfing y está, de hecho, catalogada como una de las mejores playas del país para practicar este deporte. Su acceso no es fácil (por hallarse dentro de una zona protegida), pero se puede acceder a pie desde la cercana playa Tamarindo.

##### Playa Tamarindo
Tamarindo es una playa de arena marrón de 2 km de largo y se encuentra 1 km al sur de playa Grande. Es un lugar muy popular entre los surfistas. El paisaje es muy hermoso y variado, con el estuario y Playa Grande en el norte y San Francisco y la isla de Capitán en el sur.
Cuenta con la infraestructura turística más desarrollada en Guanacaste. La pequeña comunidad extranjera ofrece muchos restaurantes, hoteles, así como una gran variedad de tiendas para todos los gustos. La ciudad es muy agradable, y ofrece vida nocturna todos los días de la semana.
En Tamarindo se realiza anualmente la Tamarindo Beach Marathon, una de las competencia atléticas más importantes de Costa Rica. El evento es avalado por AIMS y por IAFF y cuenta con certificación de medida internacional. La carrera se realiza en medio de hermosos paisajes de playa y montaña.
Generalmente se realizan otras distancias junto al evento mayor, o sea la Maratón de 42.195 m también se realiza paralelamente distancias como 10 km, 21 km y 30 km. Tamarindo Beach Marathon es realizada por muchos atletas a nivel mundial entre los que figuran kenianos, estadounidenses europeos y nacionales costarricenses.

##### Playa Negra
Playa Negra es una playa de arena clara y mar azul, de aproximadamente 1.5 kilómetros de extensión. Arrecifes y formaciones rocosas la convierten en uno de los sitios predilectos por los surfistas expertos y principiantes. También pueden practicarse otros deportes acuáticos, así como la pesca. Hacia en norte se encuentra el estero Pargos con exuberante vegetación. Alojamientos para todos los gustos y presupuestos, cuenta con hoteles, cabinas, cabañas y zonas para acampar, así como restaurantes y bares. Se recomienda vehículo de doble tracción para acceder a la zona.

##### Playa Junquillal
Ubicada en el cantón de Santa Cruz, aproximadamente a 35 km de Playa Tamarindo o a una hora del Aeropuerto Internacional Daniel Oduber en Liberia. Se caracteriza por ser una playa tranquila y relajada. Con aguas cristalinas y tibias casi todo el año, es una playa para descansar y relajarse al ritmo de las olas del mar. Es una de las playas de Costa Rica que tiene el reconocimiento de «Bandera Azul Ecológica», el cual es entregado por el gobierno a comunidades que han desarrollado actividades turísticas amigables con el ambiente de forma sostenible. Posee un nivel satisfactorio de calidad del agua, acceso a agua potable, tratamiento de aguas, educación ambiental, señalamiento y seguridad. se desarrollan varios proyectos de conservación ambiental, entre ellos destacan el proyecto de conservación de la tortuga baula en coordinación con la WWF.

##### Playas Lagarto, Manzanillo, Marbella y Azul
Estas tres playas se ubican entre el parque nacional Marino Las Baulas y el Refugio de Vida Silvestre Ostional. Se ubican en el cantón de Santa Cruz, entre Ostional y Junquillal.
Lagarto es una playa rocosa que se extiende desde punta Lagarto en el extremo norte, hasta punta Flor en el extremo sur, siendo la parte de playa solo una pequeña sección del sector costero. Se distingue por su actividad pesquera artesanal. Este tramo de la costa es hermoso, pero cuenta con pocos servicios turísticos, por lo que está destinada al sol, mar y caminatas.
Marbella es una playa de arena blanca y mar azulado que le hace honor al nombre, de aproximadamente 1.5 kilómetros de extensión. Se encuentra muy cerca del Refugio de Vida Silvestre Ostional. Su oleaje es ideal para el surf, condición que, combinada con la belleza de la playa, la han ido convirtiendo en uno de los sitios predilectos por los surfistas. Con varias colinas rocosas que ofrecen un espléndido paisaje. Es una playa de fácil acceso, con un desarrollo turístico moderado, pero con las comodidades que todo turista desea.

##### Playas Nosara, Pelada, Ostional y Guiones

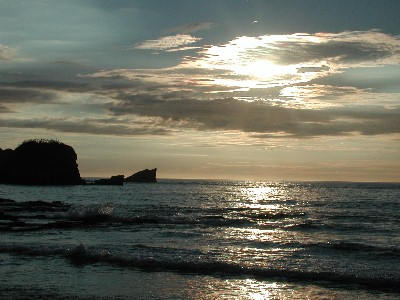
Playa Pelada, en Nosara.

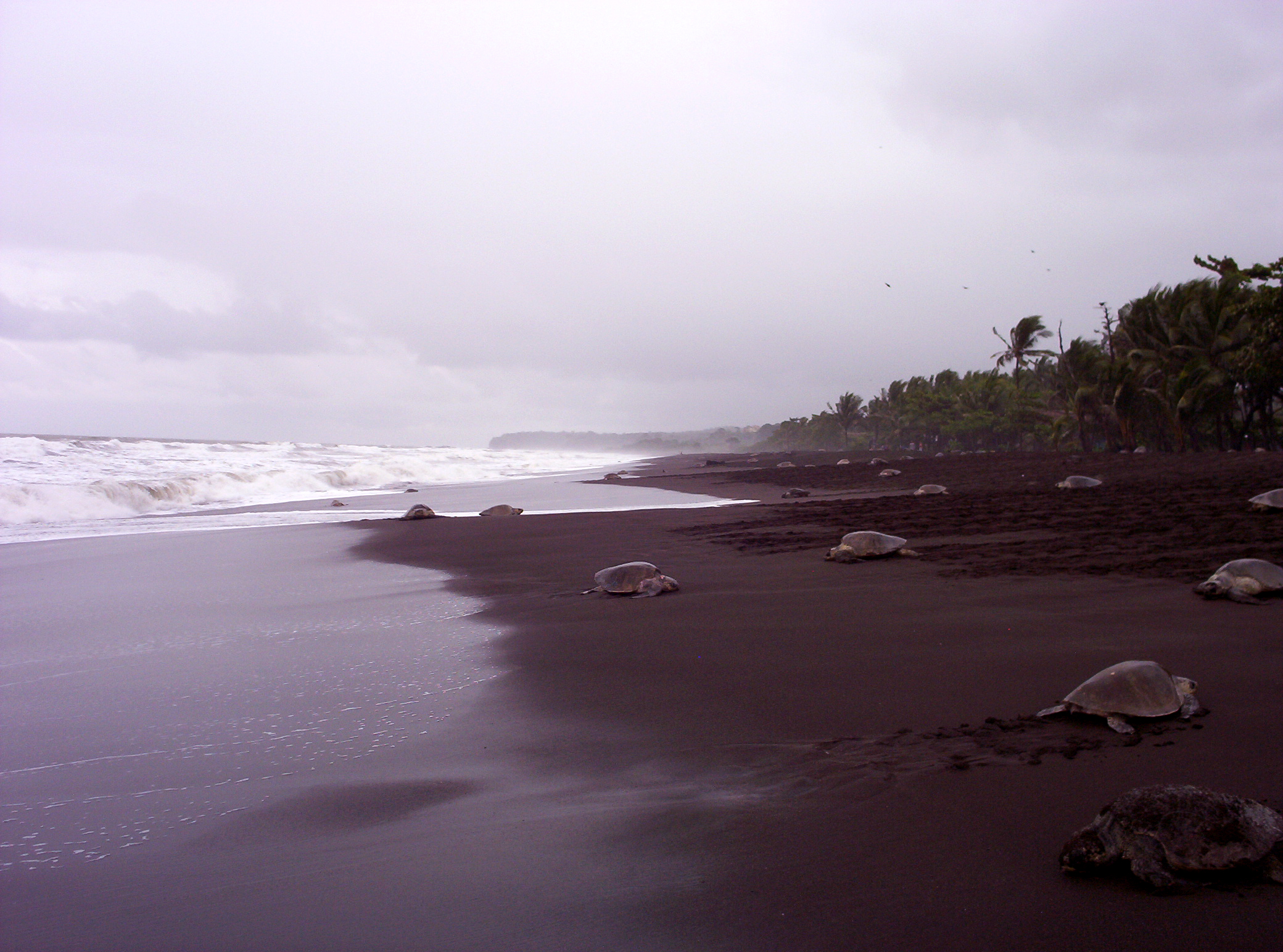
Desove de tortugas lora en Ostional.

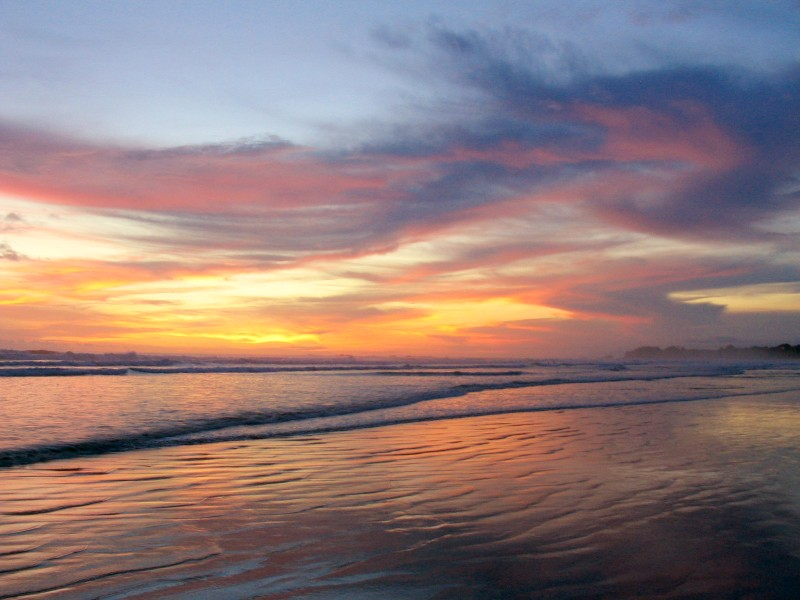
Playa Guiones.

Estas cuatro playas forman parte del Refugio de Vida Silvestre Ostional. Playa Nosara es una de las playas más famosas del país. Ubicada en el delta de los ríos Nosara y Montana, se encuentra ubicada a 55 km de Nicoya por carretera, por camino no pavimentado, por lo que el ingreso debe hacerse en auto de doble tracción. El pueblo de Nosara cuenta con resorts, alojamientos y hoteles. La playa es de arena negra, hay gran variedad de flora y fauna y manglares pantanosos, además de increíbles atardeceres. Se pueden explorar los ríos cercanos en kayak o canoa, montar a caballo en las montañas o ir a hacer snorkel, nadar en el mar o visitar el estuario que está a poca distancia.
Ubicada al norte de Nosara, dentro del Refugio de Vida Silvestre Ostional, playa Ostional mide unos 200 m, más tres millas que se adentran en el océano, y su atractivo principal es observar el desove de la tortuga baula durante los meses de.
Playa Guiones es una playa de arena suave, ubicada al sur de Nosara, y es destino frecuente de practicantes del surf por los consistentes rompimientos de sus olas y por sus oportunidades para hacer snorkel. Esta playa recibió la «Banda Azul» ecológica por estar dentro de las playas más limpias, prístinas y ecológicamente mejor mantenidas del mundo.

##### Playas Carrillo y Sámara

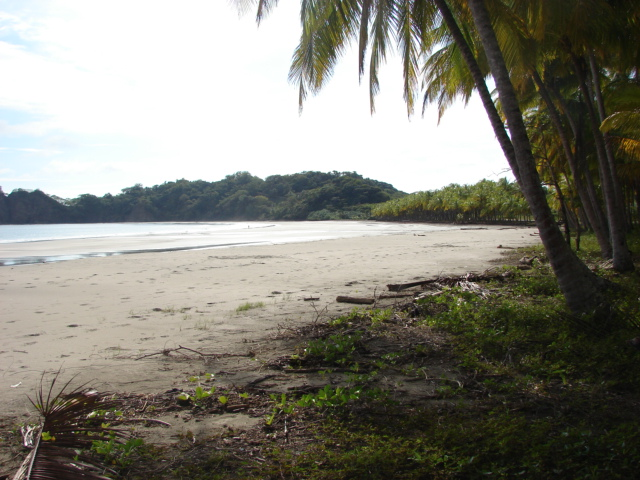
Playa Carrillo.

Playa Carrillo se encuentra a unos 6 kilómetros de Sámara por una excelente carretera asfaltada. Es una de las playas más hermosas de Guanacaste y de todo el país. Se encuentra bordeada de palmeras de coco, promontorios rocosos y ofrece impresionantes vistas. La playa presenta aguas cristalinas, arena blanca, suave oleaje, los golpes del mar contra los acantilados rocosos y es una de las más playas más tranquilas y más limpias del país. Tiene algunos de los mejores hoteles de Guanacaste, rodeados de exóticos jardines y ofrece cocina internacional, bares, tours de la región y varias otras instalaciones. Cuenta con su propia pista de aterrizaje.

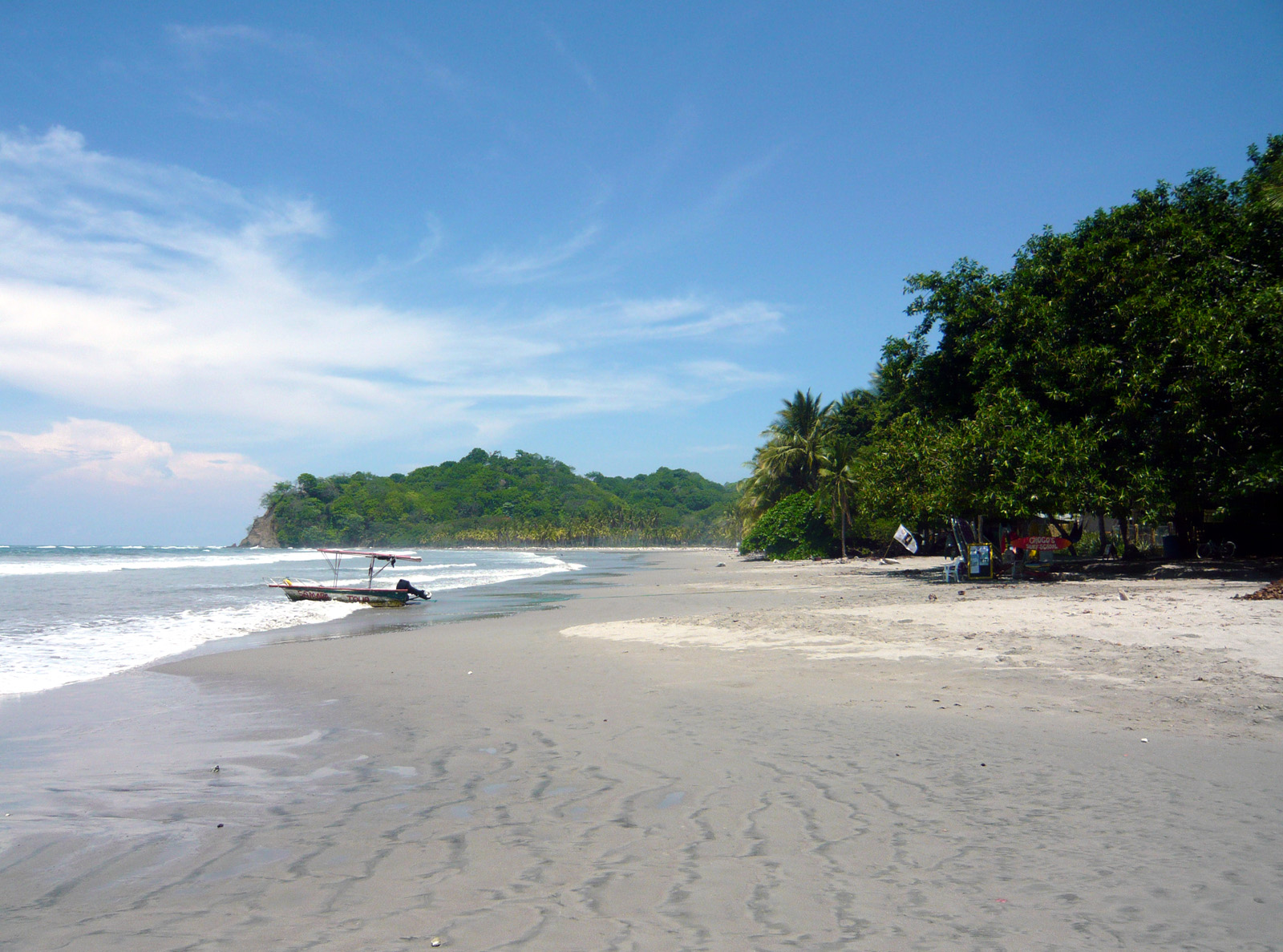
Playa Sámara.

Localizada a 35 km por carretera de la ciudad de Nicoya, Sámara es una de las playas con mayor facilidad de acceso, además de las más seguras, atractivas y concurridas del país. Hay gran variedad de plantas, fauna y arrecifes de coral. Se puede encontrar uno de los mejores surfing y deportes acuáticos de todo el país, lo mismo que cabalgatas, pesca en mar profundo, snorkeling, buceo scuba, visitas a caídas de agua y tours en canoa a la Isla Chora.
El pueblo cuenta con supermercado, gran número de tiendas de regalos, bares, clubes nocturnos y su propia pista de aterrizaje.

##### Playa Garza
Ubicada a 46 km de la ciudad de Nicoya, es una playa de arena café claro y agua cristalina, con oleaje moderado. Vegetación abundante en su litoral y con una rica variedad de fauna. La población de la zona subsiste principalmente a base de la pesca. Cuenta con un bello arrecife que ha servido para que se le declare zona protegida. Es ideal para bañistas y para pescadores, así como para los turistas que buscan alejarse de playas tumultuosas. El río Garza desemboca al sur de esta playa formando una típica zona de estero y manglar. Se encuentra en una bahía con formaciones rocosas a sus extremos.

##### Playas San Miguel y Coyote
San Miguel se extiende por espacio de seis millas a lo largo de la costa pacífica de la Península de Nicoya, y por su extensión ofrece gran diversidad. Cuenta con diferentes corrientes y pozas (piscinas naturales), y se puede practicar el surf. Es una playa tranquila, relativamente solitaria, en la que se pueden hacer largas caminatas, excursiones en bicicleta, excursiones a caballo y piragüismo, y a veces, observar bandas de monos aulladores entre el follaje. Se encuentra separada de playa Coyote por el estuario de Jabilla.
Playa Coyote es una de las playas más remotas y más hermosas de Costa Rica. Mide 5 km de longitud y su aislamiento se debe al difícil acceso por rutas no pavimentadas, prácticamente intransitables durante la época lluviosa. Se encuentra separada de San Miguel por el estuario de Jabilla que tiene también un extenso manglar. Se puede acceder vía aérea por la pista de aterrizaje de Sámara y luego manejar en automóvil a doble tracción hasta San Francisco de Coyote, o bien, por el ferry de Paquera desde Puntarenas hasta Jicaral, luego conduciendo con doble tracción hasta San Francisco. El difícil acceso la hace una playa casi virgen y paradisíaca, con los más asombrosos atardeceres y una vista espectacular del Océano Pacífico. La playa es limpia, con mareas tranquilas, lo que permite nadar y realizar deportes acuáticos. Es un lugar para realizar camping o ir de pícnic, aunque hay algunas cabañas y cabinas cercanas en San Francisco que permiten el alojamiento. La costa está abierta y se extiende a toda la orilla del río Coyote. Es una playa apta para caminatas, baño, paseos a caballo, surf, y la observación de la naturaleza.
En el extremo norte de la playa está el estuario del río Jabillo donde se pueden observar aves acuáticas como garzas y garcetas.

##### Manzanillo y Santa Teresa
Ubicada al sur de Cóbano, provincia de Puntarenas, a 12 km al este, un tramo de la carretera frente al mar está justo frente a Playa Santa Teresa. Se pueden encontrar restaurantes internacionales, supermercados, además de ser un sitio donde se puede surfear, caminar por la playa, montar a caballo, con excursiones para jóvenes y mayores. Cóbano tiene gasolinera, supermercado y cajero automático.

#### Playas del sur de la península

##### Playa Mal País
Mal País, ubicada a unos 150 km de San José, en la punta suroeste de la Península de Nicoya en la provincia de Puntarenas, a unos 4 km de la Reserva Absoluta Cabo Blanco. Se extiende a unos 6 km de este a oeste y ofrece olas consistentes, buen oleaje y grandes rompimientos, por lo que es destino preferido de los surfistas. La playa rocosa con extensiones de arena y está cubierta con conchas marinas, además hay pequeñas bahías aisladas a lo largo de la playa y algunos arrecifes. Se caracteriza por una exuberante vegetación que se extiende a lo largo de la costa. Además del surf, se pueden practicar deportes acuáticos como tours de pesca deportiva, buceo scuba, surfing de cometa y snorkel. Cuenta también con actividades terrestres como cabalgatas, tours de canopy, montañismo y caminatas por senderos. Malpaís también es hogar de un gran número de aves costeras y migratorias. En cuanto a vida nocturna, hay numerosos bares y fiestas que se llevan a cabo frecuentemente. La zona cuenta con variados alojamientos y restaurantes a lo largo de toda la costa.

##### Playa Montezuma
Montezuma está ubicada en la parte sur de la península, lo que le da fácil acceso al parque nacional Cabo Blanco, la Isla Tortuga y la Reserva de Vida Salvaje Curú. Las playas de Montezuma son tranquilas y limpias, y se encuentran separadas por rocas aflorando, aunque la marea es algo más fuerte y es más difícil practicar el surfing. Se puede practicar snorkeling en los arrecifes, boggie en tabla y cabalgatas, además de la visita a la catarata Montezuma, de unos 50 pies de altura. La zona cuenta con hoteles y alojamientos y una muy buena cocina y restaurantes, bares y discotecas.

##### Playa Tambor
Playa Tambor tiene una encantadora y larga playa de arena blanca, ideal para nadar. Está situada dentro de verdes lomas, y es un lugar tranquilo y bien desarrollado que cuenta con el único aeropuerto local en la región sur de la península de Nicoya. Tambor fue escogido como localización para el hit de la serie de televisión Temptation Island 2 y es un destino turístico con suficientes hoteles y resorts diseminados por toda el área (Resort Playa Tambor Barceló, Los Delfines Golf y Country Club). Hay muchas actividades que pueden disfrutar como caminatas, cabalgatas y varios deportes acuáticos, jugar al golf o realizar pesca deportiva en mar profundo.
La mayor atracción, sin embargo, es que todos los años migran las ballenas del norte a las aguas tibias de Bahía Ballena para aparearse y dar a luz dentro del abundante hábitat marino que se encuentra aquí. También desde Tambor se puede visitar la Isla Tortuga o el Refugio de Vida Silvestre Curú. Se puede acceder por vía aérea directamente, por un ferry exclusivo que lleva a Tambor, o por el ferry de Puntarenas que desembarca en Paquera y luego en automóvil hasta Tambor.

##### Playa Pochote
Una larga playa de arenas grises, de aguas tranquilas, su extensión es interrumpida por las desembocaduras de los ríos Viga y Celaya, se extiende desde la desembocadura del río Pánica hasta el estero Pochote. La riqueza y belleza de su bosque de manglar (aprox. 90 ha) constituye uno de sus principales atractivos junto a una pequeña comunidad de pescadores que lleva el nombre de Puerto Pochote. La desembocadura del estero se constituye como una marina natural brindando protección a las pequeñas embarcaciones. Allí se encuentra el Centro de Diseño Regenerativo y Colaboración CRDC (por sus siglas en inglés). El programa "Ocean Symphony" recibe voluntarios de todo el mundo, quienes con su trabajo contribuyen a la limpieza de playas y la regeneración de manglares. Allí mismo funciona la primera escuela de Música de la Península fundada en el año 2007, cada mes de enero se realiza el Festival Internacional de Música Pochote, el cual reúne a más de una centena de niños y jóvenes.

##### Playa Naranjo
Se localiza en la provincia de Puntarenas, en el distrito de Paquera, en la península de Nicoya, y es la única playa de la península cuyas aguas son bañadas por el Golfo de Nicoya. Se ubica muy próxima al embarcadero del ferry de Playa Naranjo que parte de la ciudad de Puntarenas.
Es una playa pequeña que presenta poco oleaje y que cuenta con vegetación litoral. Por su ubicación, esta playa es ideal para el descanso y admirar el paisaje marítimo donde se destaca la Isla Caballo, localizada unos cinco kilómetros mar adentro.
Desde Naranjo se pueden realizar caminatas y paseos a caballo y en bicicleta de montaña a otros puntos de interés cercanos.

### Islas

#### Isla Tortuga

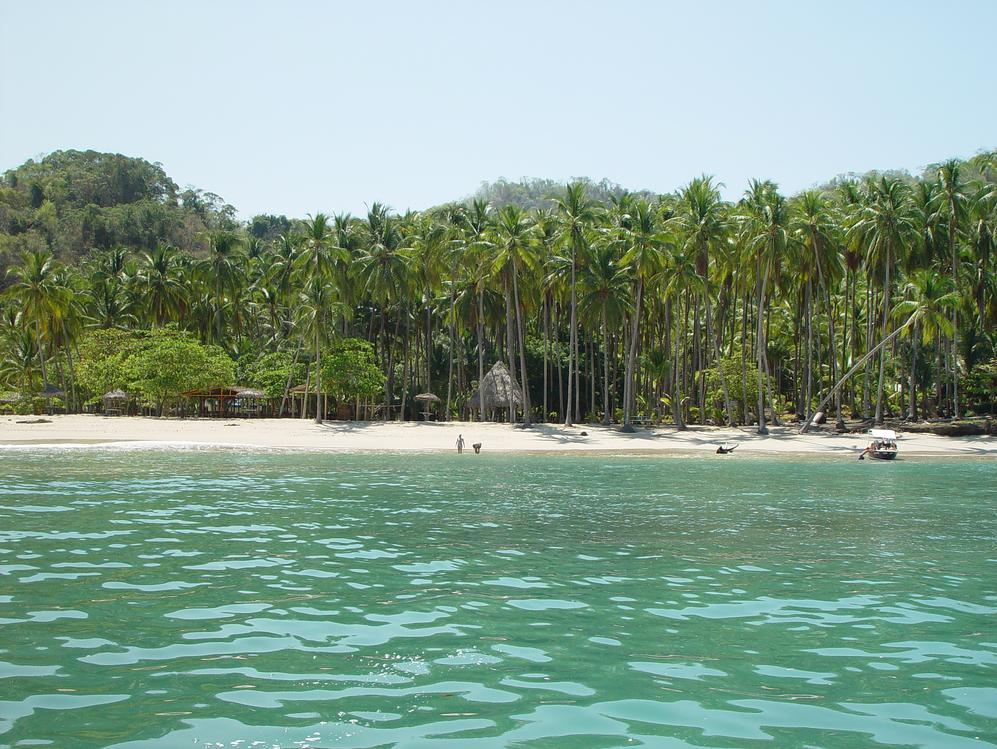
Isla Tortugas

Esta isla está situada en el golfo de Nicoya a 17 km al sur de Puntarenas y 11 al sureste de Paquera, y es una reserva biológica privada protegida por las leyes de Costa Rica. Isla Tortuga se compone de dos islas, la Isla de Alcatraz, con forma de tortuga, y la isla de Tolinga. Desde la distancia, mar adentro, semejan quelonios, de allí su nombre. Las tranquilas aguas turquesa de la isla dan paso a una idílica playa de arenas blancas de más de 500 metros, rodeada de mejestuosas palmeras verdes, un verdadero paraíso tropical. Desde hace varios años, abundan las empresas que ofrecen tours de un día con música a bordo y alimentación incluida.